# Borussia Mönchengladbach/Namen und Zahlen
Der Artikel Borussia Mönchengladbach – Namen und Zahlen enthält Angaben zu Ereignissen und Persönlichkeiten in Verbindung mit der Fußballabteilung des Vereins Borussia Mönchengladbach. Dabei besteht er aus Statistiken und sonstigen Auflistungen, die aufgrund der oftmals tabellarischen Form der Informationen in diesen Artikel ausgelagert wurden, um den Hauptartikel nicht unnötig zu überladen.

## Vereinstitel und Erfolge

### Meisterschaften
- Deutscher Meister (5)
  - 1970 (34 Spiele; 23 Siege, 5 Unentschieden, 6 Niederlagen, 71:29 Tore, 51:17 Punkte, +34 Tordifferenz)
  - 1971 (34 Spiele; 20 Siege, 10 Unentschieden, 4 Niederlagen, 77:35 Tore, 50:18 Punkte, +42 Tordifferenz)
  - 1975 (34 Spiele; 21 Siege, 8 Unentschieden, 5 Niederlagen, 86:40 Tore, 50:18 Punkte, +46 Tordifferenz)
  - 1976 (34 Spiele; 16 Siege, 13 Unentschieden, 5 Niederlagen, 66:37 Tore, 45:23 Punkte, +29 Tordifferenz)
  - 1977 (34 Spiele; 17 Siege, 10 Unentschieden, 7 Niederlagen, 58:34 Tore, 44:24 Punkte, +24 Tordifferenz)
- Deutscher Vize-Meister (2)
  - 1974 (Meister: FC Bayern München) (34 Spiele; 21 Siege, 6 Unentschieden, 7 Niederlagen, 93:52 Tore, 49:19 Punkte, +41 Tordifferenz)
  - 1978 (Meister: 1. FC Köln) (34 Spiele; 20 Siege, 8 Unentschieden, 6 Niederlagen, 86:44 Tore, 48:20 Punkte, +28 Tordifferenz)
- Herbstmeister (4)
  - 1969 (17 Spiele; 12 Siege, 3 Unentschieden, 2 Niederlagen, 40:13 Tore, 27:7 Punkte, +27 Tordifferenz)
  - 1974 (17 Spiele; 10 Siege, 3 Unentschieden, 4 Niederlagen, 41:24 Tore, 23:11 Punkte, +17 Tordifferenz)
  - 1975 (17 Spiele; 9 Siege, 7 Unentschieden, 1 Niederlage, 35:15 Tore, 25:9 Punkte, +20 Tordifferenz)
  - 1976 (17 Spiele; 12 Siege, 3 Unentschieden, 2 Niederlagen, 37:16 Tore, 27:7 Punkte, +21 Tordifferenz)
- „Rückrundenmeister“ (5)
  - 1971 (17 Spiele; 11 Siege, 3 Unentschieden, 3 Niederlagen, 36:19 Tore, 25:9 Punkte, +17 Tordifferenz)
  - 1974 (17 Spiele; 12 Siege, 3 Unentschieden, 2 Niederlagen, 51:21 Tore, 27:7 Punkte, +20 Tordifferenz)
  - 1975 (17 Spiele; 11 Siege, 5 Unentschieden, 1 Niederlage, 45:16 Tore, 27:7 Punkte, +29 Tordifferenz)
  - 1978 (17 Spiele; 11 Siege, 4 Unentschieden, 2 Niederlagen, 47:17 Tore, 26:8 Punkte, +30 Tordifferenz)
  - 2015 (17 Spiele; 12 Siege, 3 Unentschieden, 2 Niederlagen, 28:10 Tore, 39 Punkte, +18 Tordifferenz)
- Meister 2. Bundesliga (1)
  - 2008 (34 Spiele; 18 Siege, 12 Unentschieden, 4 Niederlagen, 71:38 Tore, 66 Punkte, +33 Tordifferenz)
- 2. Platz in der 2. Bundesliga (1)
  - 2001 (Meister: 1. FC Nürnberg) (34 Spiele; 17 Siege, 11 Unentschieden, 6 Niederlagen, 62:31 Tore, 62 Punkte, +31 Tordifferenz)
- Herbstmeister in der 2. Bundesliga (1)
  - 2008 (17 Spiele; 10 Siege, 6 Unentschieden, 1 Niederlage, 36:18 Tore, 36 Punkte, +18 Tordifferenz)
- Staffelmeister der Regionalliga West (1)
  - 1965 (34 Spiele; 23 Siege, 6 Unentschieden, 5 Niederlagen, 92:39 Tore, 52:16 Punkte, +53 Tordifferenz)
- Herbstmeister der Regionalliga West (1)
  - 1965 (17 Spiele; 13 Siege, 1 Unentschieden, 3 Niederlagen, 53:21 Tore, 27:7 Punkte, +32 Tordifferenz)
- Westdeutscher Meister (1)
  - 1920 als VfTuR 1889 München-Gladbach

### DFB-Pokal
- DFB-Pokalsieger (3)
  - 1960 3:2 gegen den Karlsruher SC
  - 1973 2:1 n. V. gegen den 1. FC Köln
  - 1995 3:0 gegen den VfL Wolfsburg

- Vize-Pokalsieger (2)
  - 1984 6:7 i. E. gegen den FC Bayern München
  - 1992 3:4 i. E. gegen Hannover 96

### Ligapokal/Supercup
- Ligapokal-Finale
  - 1973: 2. Platz[1]

Beim einzigen Auftritt im Ligapokal verlor die Borussia das Finale gegen den Hamburger SV am 6. Juni 1973 im Hamburger Volksparkstadion mit 0:4 (0:3).
- Supercup-Finale
  - 1995: 2. Platz

Gegen den Deutschen Meister Borussia Dortmund verlor Mönchengladbach als DFB-Pokalsieger am 5. August 1995 im Düsseldorfer Rheinstadion mit 0:1 (0:0).

### Westdeutscher Pokal
- 1960 3:1 gegen den 1. FC Köln

### Internationale Pokalendspiele
- UEFA-Pokalsieger (2)
  - 1975 0:0 und 5:1 gegen Twente Enschede
  - 1979 1:1 und 1:0 gegen Roter Stern Belgrad
- UEFA-Pokal-Finalist (2)
  - 1973 0:3 und 2:0 gegen FC Liverpool
  - 1980 3:2 und 0:1 gegen Eintracht Frankfurt
- Finalist Europapokal der Landesmeister
  - 1977 1:3 gegen FC Liverpool
- Weltpokal-Finalist
  - 1977 2:2 und 0:3 gegen Boca Juniors[2]

### Hallenfußball
Im Finale des DFB-Hallenpokals des Jahres 2000 in der Münchner Olympiahalle konnte sich die Borussia mit 3:2 gegen die SpVgg Greuther Fürth durchsetzen. Der Sieg wurde wegen des positiven Dopingbefunds des Spielers Quido Lanzaat mit 2:0 für Greuther Fürth gewertet.
- 2000 DFB-Hallenpokal: 2. Platz[3]

### Inoffizielle nationale Vereinswettbewerbe

#### Supercup
- 1977: Sieger[1]

Der Wettbewerb wurde erstmals inoffiziell zwischen dem Deutschen Meister Borussia Mönchengladbach und dem DFB-Pokalsieger Hamburger SV auf Initiative der Vereine ausgetragen. Die Borussia gewann das Spiel am 8. Januar 1977 im Hamburger Volksparkstadion mit 3:2 (2:0).

#### Fuji-Cup
- 1988: 2. Platz[4]
- 1996: 3. Platz

Beim Fuji-Cup 1988 verlor die Borussia das im Augsburger Rosenaustadion ausgetragene Finale gegen den FC Bayern München mit 0:3. Am 8. August 1996 gewann die Borussia das Spiel um den 3. Platz in Baunatal gegen Borussia Dortmund.

#### Wintercup der Stadtwerke Düsseldorf
Beim Wintercup handelt es sich um ein eintägiges Vorbereitungsturnier, das jeweils in der Winterpause der Bundesliga ausgetragen wird. Austragungsort ist die ESPRIT arena in Düsseldorf. Veranstalter sind die Stadtwerke Düsseldorf zusammen mit Fortuna Düsseldorf. Vier Mannschaften treten in den 45-minütigen Partien gegeneinander an. Steht es danach Unentschieden, wird der Sieger durch Elfmeterschießen ermittelt. Die Verlierer des ersten Spiels treten in einem kleinen, die Gewinner in einem großen Finale (Spieldauer ebenfalls 45 Minuten, ohne Pause) gegeneinander an. Bei den vier Teilnahmen in den Jahren 2007, 2010, 2011 und 2012 konnte sich die Borussia dreimal den Titel sichern.
- 2007, Platz 1: 2:1 gegen Bayer 04 Leverkusen
- 2010, Platz 1: 1:0 gegen Fortuna Düsseldorf
- 2011, Platz 1: 5:3 n. E. gegen den FC St. Pauli
- 2012, Platz 2: 0:1 gegen Fortuna Düsseldorf

#### Telekom Cup
Im Jahr 2013 nahm die Borussia erstmals am Telekom Cup teil und war gleichzeitig Ausrichter des Kleinturniers. Nach einem 1:0 im Halbfinale gegen Borussia Dortmund am 20. Juli 2013 verlor die Mannschaft am 21. Juli 2013 gegen den FC Bayern München das Finale mit 1:5. Beim Telekom Cup 2014 belegte die Borussia nach einer 6:7-Niederlage im Elfmeterschießen gegen Bayern München und einer 1:3-Niederlage im Spiel um Platz 3 gegen den Hamburger SV nur den vierten und damit letzten Platz.

### Inoffizielle internationale Vereinswettbewerbe
- 1978 Kirin-Cup: Sieger (zusammen mit dem SE Palmeiras)

### Spanische Sommerturniere
- 1972 Joan-Gamper-Trophäe: Sieger
- 1973 Trofeo Ciudad de Zaragoza: Sieger[13]
- 1977 Trofeo Valencia Naranja: Sieger[14]
- 1979 Trofeo Valencia Naranja: 3. Platz[14]
- 1998 Trofeo Bahía de Cartagena: 2. Platz[15]

### Weitere Statistik und Vereinsrekorde

#### Bundesliga
- Die Borussia war nach dem Gewinn ihrer ersten deutschen Meisterschaft 1970 die erste Bundesliga-Mannschaft, die den Titel erfolgreich verteidigen konnte.
- Neben dem FC Bayern München (1972, 1973, 1974, sowie 1985, 1986, 1987 und 1999, 2000, 2001 als auch 2013–2023) ist Borussia Mönchengladbach die einzige Bundesliga-Mannschaft, die mindestens dreimal hintereinander (1975, 1976, 1977) Deutscher Fußballmeister wurde.
- In der Bundesliga-Saison 1986/87 gewann die Borussia vom 25. Spieltag an zehn Spiele hintereinander. Zusammen mit den ersten beiden Spieltagen der Folgesaison 1987/88 wurden insgesamt 12 Spiele am Stück gewonnen. Der Rekord von zehn Siegen in Folge wurde erst durch den VfL Wolfsburg in der Saison 2008/09 eingestellt.
- In der Saison 1974/75 blieb die Borussia in 17 Spielen ungeschlagen (11. – 26. Spieltag).
- Vier Unentschieden hintereinander wurden in der Saison 1968/69 (14. – 17. Spieltag), 1985/86 (27. – 29. Spieltag), 1990/91 (25. – 28. Spieltag) und 1991/92 (23. – 26. Spieltag) erspielt. Saisonübergreifend vom 34. Spieltag der Saison 1996/97 bis zum 3. Spieltag der Saison 1997/98.
- In der Saison 2013/14 gewann die Borussia die ersten acht Heimspiele in Folge.[16]
- Insgesamt stand die Borussia 139 Spieltage auf dem ersten Platz der Bundesliga. (Stand nach der Saison 2019/20)
- Nach der Rückrunde der Saison 2018/19 belegt die Borussia mit 2560 Punkten den sechsten Platz in der Ewigen Tabelle der Fußball-Bundesliga. In der 2. Fußball-Bundesliga war die Mannschaft insgesamt 26 Mal Tabellenführer. Während der Saison 2007/08 übernahm die Borussia den ersten Platz am neunten Spieltag und blieb dort bis zum Saisonende. Mit 182 Punkten steht die Borussia in der ewigen Tabelle der 2. Fußball-Bundesliga auf Platz 74 (Stand nach der Saison 2024/25).
- Einen negativen Vereinsrekord stellen zwölf sieglose Spiele in Folge in der Saison 2006/2007 dar (8. – 19. Spieltag).
- Ein weiterer Negativrekord sind die sieben Niederlagen in Folge aus der Saison 1989/90 (11. – 17. Spieltag).
- In der Saison 2015/16 wurde mit fünf Niederlagen aus den ersten fünf Spielen und 2:12 Toren ein neuer Negativrekord als schlechtester Saisonstart in der Bundesliga aufgestellt.[17]

#### DFB-Pokal
- In der Erstrunden-Partie des DFB-Pokal am 18. August 2018 besiegte die Borussia den BSC Hastedt mit 1:11 (0:6).

#### Sonstiges
- Der höchste Sieg der Vereinsgeschichte wurde am 8. August 1965 beim Freundschaftsspiel gegen den FC Enzen mit 30:1 eingefahren.
- In den Jahren 1971 und 1975 wurde die Borussia zu Deutschlands Mannschaft des Jahres gekürt.[18]
- Im Jahr 1975 wurde die Borussia von Sportjournalisten nach dem Gewinn der deutschen Meisterschaft und des UEFA-Pokals zu Europas Mannschaft des Jahres gewählt.[19]
- Nach der Bundesliga-Saison 2001/02 war die Borussia vor dem SC Freiburg und dem FC Bayern München die fairste Bundesliga-Mannschaft und somit der deutsche Vertreter in der Fair-Play-Wertung der UEFA. Bei der Auslosung hatte die Mannschaft kein Glück, so dass die Teilnahme am Wettbewerb verwehrt blieb.

### Kurioses
- Beim Spiel der Borussia gegen Hannover 96 (Endstand: 5:3) am 16. Spieltag der Saison 2009/10 schossen die Hannoveraner drei Eigentore, so viele wie noch nie durch eine Mannschaft in der Geschichte der Fußball-Bundesliga.

### Sonstige Auszeichnungen
- Im Jahr 2003 wurde die Mannschaft vom Deutschen Krawatteninstitut mit dem Preis Krawattenmann des Jahres ausgezeichnet.

## Personen

### Präsidenten
Seit 1948 wird bei der Borussia das Amt eines Präsidenten besetzt. Der erste Präsident wurde der frühere Spieler Edmund Pulheim. In seiner Amtszeit trat der Verein im Jahr 1949 der Gemeinschaft der Vertragsspieler-Klubs bei, was den Weg zum Profi-Fußball ebnete.
- Edmund Pulheim (1948 – 1953)
- Theo Grams (1953 – 1954)
- Edmund Pulheim (1954 – 1957)
- Paul Wernecke (1957 – 1961)
- Udo Schulten (1961 – 1962)
- Helmut Beyer (25. April 1962 – 17. Juli 1992)
- Karl-Heinz Drygalsky (27. August 1992 – 30. September 1997)
- Wilfried Jacobs (1. Oktober 1997 – 8. September 1999)
- Adalbert Jordan (8. September 1999 – 27. März 2004)
- Rolf Königs (6. April 2004 – 19. März 2024)
- Rainer Bonhof (seit 19. März 2024)

### Manager
Mit dem Aufstieg in die Bundesliga 1965 wurde der Verein ab 1966 bewusst durch Sportmanager geführt. Erfolgreichster und am längsten amtierender Manager war Helmut Grashoff.
- Helmut Grashoff (1966 – 15. Januar 1991)
- Rolf Rüssmann (15. Januar 1991 – 8. Juli 1992)
- Rolf Rüssmann (3. September 1992 – 10. November 1998)
- Edgar Walterscheidt (1. Dezember 1998 – 31. Januar 1999)
- Christian Hochstätter (2. Januar 1999 – 21. April 2005)
- Peter Pander (21. April 2005 – 8. März 2007)
- Christian Ziege (8. März 2007 – 18. Oktober 2008)
- Max Eberl (19. Oktober 2008 – Februar 2022)
- Roland Virkus (seit dem 15. Februar 2022)

### Trainer
Die folgenden Übungsleiter trainierten die Spieler der Borussia von 1946 bis 1964.
- Hans Krätschmer (1946–1949) – Bezirksligameister 1947
- Werner Sottong (1949–1950) – Oberliga-Aufstieg 1950
- Heinz Ditgens zusammen mit Paul Pohl (1950 – 1951)
- Fritz Pliska (1951–1953) – Meister der 2. Liga West 1952
- Fritz Silken (1953–1955)
- Klaus Dondorf (1955–1957)
- Fritz Pliska (1957–1960) – Westdeutscher Pokalsieger 1960
- Bernd Oles (1960–1962) – Deutscher Pokalsieger 1960
- Fritz Langner (1. Juli 1962 – 30. Juni 1964)

In der Aufstiegssaison 1964/65 wurde mit Hennes Weisweiler der Trainer verpflichtet, unter dessen Regie die Mannschaft die größten Erfolge feiern konnte. Die Tabelle listet alle Trainer auf, die die Borussia seit dem Aufstieg in die höchste deutsche Spielklasse 1965 sowohl in der 1. Bundesliga, als auch in der 2. Bundesliga trainiert haben. Bei vorzeitiger Beendigung des Engagements ist das Datum und der jeweilige Tabellenstand in der Spalte Bemerkungen festgehalten. (Stand: 16. Mai 2022)
| Nr. | Trainer           | Zeitraum           | Zeitraum           | Zeitraum  | Bundesligadaten | Bundesligadaten | Bundesligadaten | Bundesligadaten | Bundesligadaten | Bundesligadaten | Bemerkungen 1 |
| Nr. | Trainer           | von…               | …bis               | Tage      | Sp              | S               | U               | N               | T               | P               | Bemerkungen 1 |
| --- | ----------------- | ------------------ | ------------------ | --------- | --------------- | --------------- | --------------- | --------------- | --------------- | --------------- | --- |
| 01 | Hennes Weisweiler | 01. Juli 1964      | 30. Juni 1975      | 3972 0364 | 340 034         | 169 023         | 85 06           | 86 05           | 756:465 092:39  | 423:257 052:16  | 3 × Deutscher Meister 1 × DFB-Pokal-Sieger 1 × UEFA-Pokal-Sieger |
| 02 | Udo Lattek        | 01. Juli 1975      | 30. Juni 1979      | 1460      | 136             | 065             | 39              | 32              | 260:168         | 169:103         | 2 × Deutscher Meister 1× UEFA-Pokal-Sieger |
| 03 | Jupp Heynckes     | 01. Juli 1979      | 30. Juni 1987      | 2921      | 272             | 123             | 67              | 82              | 551:434         | 313:231         | 1 × DFB-Pokal-Finalist 1 × UEFA-Pokal-Finalist |
| 04 | Wolf Werner       | 01. Juli 1987      | 21. November 1989  | 0874      | 085             | 029             | 24              | 32              | 112:121         | 082:88          | Bis 17. Spieltag der Saison 1989/90 Tabellenplatz 18 |
| 05 | Gerd vom Bruch    | 22. November 1989  | 25. September 1991 | 0672      | 061             | 019             | 22              | 20              | 082:90          | 060:62          | Bis 10. Spieltag der Saison 1991/92 Tabellenplatz 20 |
| 06 | Bernd Krauss      | 26. September 1991 | 03. Oktober 1991   | 07        | 02              | 01              | 0               | 01              | 03:4            | 02:2            | Interimstrainer |
| 07 | Jürgen Gelsdorf   | 03. Oktober 1991   | 06. November 1992  | 0400      | 037             | 06              | 15              | 10              | 042:52          | 035:41          | 1 × DFB-Pokal-Finalist bis 10. Spieltag der Saison 1992/93 Tabellenplatz 14 |
| 08 | Bernd Krauss      | 06. November 1992  | 07. Dezember 1996  | 1492      | 141             | 061             | 31              | 49              | 238:210         | 104:76 068      | 1 × DFB-Pokal-Sieger (1995) bis 17. Spieltag der Saison 1996/97 Tabellenplatz 17 |
| 09 | Hannes Bongartz   | 19. Dezember 1996  | 29. November 1997  | 0345      | 034             | 012             | 10              | 12              | 061:57          | 046             | Bis 17. Spieltag der Saison 1997/98 Tabellenplatz 16 |
| 10 | Norbert Meier     | 30. November 1997  | 31. März 1998      | 0121      | 011             | 02              | 04              | 05              | 015:17          | 010             | Bis 28. Spieltag der Saison 1997/98 Tabellenplatz 17 |
| 11 | Friedel Rausch    | 01. April 1998     | 09. November 1998  | 0222      | 017             | 04              | 03              | 10              | 027:44          | 015             | Bis 11. Spieltag der Saison 1998/99 Tabellenplatz 18 |
| 12 | Rainer Bonhof     | 12. November 1998  | 31. August 1999    | 0292      | 025             | 03              | 07              | 15              | 028:50          | 016             | Bis 3. Spieltag der Saison 1999/2000 Tabellenplatz 18 |
| 13 | Hans Meyer        | 07. September 1999 | 01. März 2003      | 1271      | 123             | 046             | 40              | 37              | 185:154         | 178             | Bis 23. Spieltag der Saison 2002/03 Tabellenplatz 17 |
| 14 | Ewald Lienen      | 02. März 2003      | 21. September 2003 | 0203      | 017             | 06              | 05              | 06              | 022:23          | 023             | Bis 6. Spieltag der Saison 2003/04 Tabellenplatz 17 |
| 15 | Holger Fach       | 21. September 2003 | 27. Oktober 2004   | 0402      | 038             | 011             | 11              | 16              | 050:56          | 044             | bis 9. Spieltag der Saison 2004/05 Tabellenplatz 16 |
| 16 | Horst Köppel      | 28. Oktober 2004   | 01. November 2004  | 04        | 01              | 01              | 0               | 0               | 02:0            | 03              | Interimstrainer |
| 17 | Dick Advocaat     | 02. November 2004  | 18. April 2005     | 0167      | 018             | 04              | 06              | 08              | 017:29          | 018             | Bis 29. Spieltag der Saison 2004/05 Tabellenplatz 15 |
| 18 | Horst Köppel      | 18. April 2005     | 14. Mai 2006       | 0391      | 038             | 011             | 15              | 13              | 045:55          | 048             | |
| 19 | Jupp Heynckes     | 01. Juli 2006      | 31. Januar 2007    | 0214      | 019             | 04              | 04              | 11              | 014:26          | 016             | Bis 19. Spieltag der Saison 2006/07 Tabellenplatz 17 |
| 20 | Jos Luhukay       | 31. Januar 2007    | 05. Oktober 2008   | 0613      | 056             | 021             | 16              | 19              | 086:71          | 079             | bis 7. Spieltag der Saison 2008/09 Tabellenplatz 18 |
| 21 | Christian Ziege   | 05. Oktober 2008   | 18. Oktober 2008   | 013       | 01              | 0               | 01              | 0               | 02:2            | 01              | Interimstrainer |
| 22 | Hans Meyer        | 18. Oktober 2008   | 28. Mai 2009       | 0222      | 026             | 07              | 07              | 13              | 033:47          | 028             | Nach erfolgreichem Klassenerhalt zurückgetreten |
| 23 | Michael Frontzeck | 01. Juli 2009      | 13. Februar 2011   | 0592      | 056             | 014             | 13              | 29              | 075:116         | 055             | Bis 22. Spieltag der Saison 2010/11 Tabellenplatz 18 |
| 24 | Lucien Favre      | 14. Februar 2011   | 20. September 2015 | 1680      | 155             | 071             | 39              | 45              | 226:163         | 254             | Erfolgreiche Relegation 2010/11 Teilnahme an der UEFA Europa League (2012/13, 2014/15), UEFA Champions League (2015/16) nach dem 5. Spieltag der Saison 2015/16 zurückgetreten Tabellenplatz 18 |
| 25 | André Schubert    | 21. September 2015 | 21. Dezember 2016  | 0457      | 046             | 021             | 09              | 16              | 080:53          | 072             | Erfolgreichster Neu-Trainer des Vereins in der Bundesliga-Geschichte, stellte zugleich den Startrekord für Bundesligatrainer ein. Tabellenplatz 14                                              |
| 26 | Dieter Hecking    | 4. Januar 2017     | 18. Mai 2019       | 0864      | 085             | 037             | 19              | 29              | 127:118         | 130             | Tabellenplatz 6 |
| 27 | Marco Rose        | 30. Juni 2019      | 30. Juni 2021      | 0722      | 068             | 033             | 15              | 20              | 130:106         | 114             | Qualifikation UEFA Champions League (2020/21); wechselte nach der Saison 2021/22 zu Borussia Dortmund (Tabellenplatz 8)                                                                         |
| 28 | Adi Hütter        | 1. Juli 2021       | 14. Mai 2022       | 0318      | 034             | 012             | 09              | 13              | 054:61          | 045             | Einvernehmliche Trennung nach Saisonende Tabellenplatz 10 |
| 29 | Daniel Farke      | 4. Juni 2022       | 2. Juni 2023       | 0363      | 034             | 011             | 010             | 13              | 052:55          | 043             | Am 02.06.23 hat der Verein die Trennung von Farke bekannt gegeben. Tabellenplatz 10 |
| 30 | Gerardo Seoane    | 6. Juni 2023       |                    |           | 034             | 07              | 013             | 14              | 056:67          | 034             | |
| Anmerkungen Die Tabellenbeschriftungen bedeuten: von/bis = Dauer des Engagements • Tage = Dauer des Engagements in Kalendertagen • Sp. = Anzahl der Bundesligaspiele • S/U/N/ = Anzahl Siege/Unentschieden/Niederlagen • P = Punkte (siehe auch: Punktevergabe im Fußball) • T = Torverhältnis • Bemerkungen = Bemerkungen über besondere Ereignisse während der Zeit bzw. Anzahl der gewonnenen Titel 1 Hennes Weisweiler übernahm zur Regionalliga-Saison 1964/65 das Amt des Trainers. Die Spiele in der Regionalliga stehen in der Tabelle unterhalb der Bundesligaspiele. Stand: 21. Mai 2024 |                   |                    |                    |           |                 |                 |                 |                 |                 |                 | |

### Rekordspieler

#### Bundesliga
In der folgenden Auflistung sind die zehn Spieler aufgelistet, die jeweils die meisten Bundesligaeinsätze für die Borussia hatten und die meisten Bundesligatore geschossen haben. Stand: 1. Juli 2024.
| Meiste Bundesligaspiele | Meiste Bundesligaspiele | Meiste Bundesligaspiele | Meiste Bundesligaspiele                 |
| ----------------------- | ----------------------- | ----------------------- | --------------------------------------- |
| 419                     | Berti Vogts             | Deutschland             | 1965/66 bis 1978/79                     |
| 390                     | Uwe Kamps               | Deutschland             | 1982/83 bis 2003/04                     |
| 366                     | Herbert Wimmer          | Deutschland             | 1966/67 bis 1977/78                     |
| 351                     | Patrick Herrmann        | Deutschland             | 2009/10 bis 2023/24                     |
| 339                     | Christian Hochstätter   | Deutschland             | 1982/83 bis 1997/98                     |
| 331                     | Hans-Günter Bruns       | Deutschland             | 1978/79 bis 1989/90                     |
| 321                     | Wolfgang Kleff          | Deutschland             | 1968/69 bis 1978/79 1980/81 bis 1981/82 |
| 290                     | Hans-Jörg Criens        | Deutschland             | 1982/83 bis 1993/94                     |
| 283                     | Jupp Heynckes           | Deutschland             | 1964/65 bis 1966/67 1970/71 bis 1977/78 |
| 274                     | Michael Klinkert        | Deutschland             | 1989/90 bis 1999/2000                   |

| Meiste Bundesligatore | Meiste Bundesligatore | Meiste Bundesligatore | Meiste Bundesligatore                   |
| --------------------- | --------------------- | --------------------- | --------------------------------------- |
| 195                   | Jupp Heynckes         | Deutschland           | 1964/65 bis 1966/67 1970/71 bis 1977/78 |
| 097                   | Herbert Laumen        | Deutschland           | 1962/63 bis 1970/71                     |
| 092                   | Hans-Jörg Criens      | Deutschland           | 1982/83 bis 1993/94                     |
| 082                   | Günter Netzer         | Deutschland           | 1963/64 bis 1972/73                     |
| 081                   | Uwe Rahn              | Deutschland           | 1980/81 bis 1987/88 1988/89             |
| 076                   | Allan Simonsen        | Danemark              | 1972/73 bis 1978/79                     |
| 071                   | Frank Mill            | Deutschland           | 1981/82 bis 1985/86                     |
| 062                   | Lars Stindl           | Deutschland           | 2015/16 bis 2022/23                     |
| 061                   | Hans-Günter Bruns     | Deutschland           | 1978/79 bis 1989/90                     |
| 060                   | Martin Dahlin         | Schweden              | 1991/92 bis 1996/97                     |

### Spieler der Meistermannschaften
Nachfolgend eine Übersicht der eingesetzten Spieler, die mit dem Verein fünfmal die deutsche Fußballmeisterschaft erringen konnten. In Klammern die Zahl der Einsätze in der jeweiligen Saison und die geschossenen Tore.
| Saison  | Spieler |
| ------- | --- |
| 1969/70 | Wolfgang Kleff (34/0), Berti Vogts (34/5), Horst Köppel (34/9), Herbert Laumen (34/19), Ludwig Müller (33/1), Klaus-Dieter Sieloff (33/3), Peter Dietrich (33/5), Herbert Wimmer (30/6), Günter Netzer (29/6), Ulrik le Fevre (29/8), Hartwig Bleidick (28/2), Winfried Schäfer (26/2), Werner Kaiser (10/4), Gerd Zimmermann (6/0), Peter Kracke (2/0), Erwin Spinnler (2/0), Volker Danner (1/0), Peter Meyer (1/0), Heinz Koch (0/0), Heinz Wittmann (0/0) |
| 1970/71 | Wolfgang Kleff (34/0), Berti Vogts (34/1), Ludwig Müller (34/2), Horst Köppel (34/9), Klaus-Dieter Sieloff (33/6), Jupp Heynckes (33/19), Günter Netzer (32/9), Ulrik le Fevre (31/3), Herbert Laumen (31/20), Peter Dietrich (28/3), Herbert Wimmer (26/3), Heinz Wittmann (20/0), Hartwig Bleidick (16/0), Rainer Bonhof (11/1), Hans-Jürgen Wloka (11/0), Werner Adler, Bernd Schrage |
| 1974/75 | Wolfgang Kleff (34/0), Berti Vogts (34/0), Allan Simonsen (34/18), Henning Jensen (34/13), Jupp Heynckes (31/27), Hans-Jürgen Wittkamp (29/6), Herbert Wimmer (29/1), Rainer Bonhof (28/6), Uli Stielike (25/1), Christian Kulik (24/6), Hans Klinkhammer (23/0), Dietmar Danner (21/3), Lorenz-Günther Köstner (18/1), Ulrich Surau (14/0), Frank Schäffer (14/0), Horst Köppel (7/1), Lorenz Hilkes (5/0), Karl Del’Haye (4/0), Walter Posner (2/0), Norbert Kox (0/0), Gregor Quasten (0/0), Roger Roebben (0/0)                                               |
| 1975/76 | Wolfgang Kleff (34/0), Berti Vogts (34/1), Hans-Jürgen Wittkamp (34/5), Dietmar Danner (34/2), Allan Simonsen (34/16), Herbert Wimmer (34/3), Henning Jensen (33/11), Uli Stielike (33/4), Rainer Bonhof (30/5), Frank Schäffer (26/0), Jupp Heynckes, Hans Klinkhammer (24/12), Horst Köppel (16/0), Wilfried Hannes (9/1), Christian Kulik (4/0), Ulrich Surau (3/0), Horst Wohlers (2/0), Karl Del’Haye (2/0), Norbert Ringels (1/0), Gert Engels (0/0), Hans-Jakob Klingen (0/0), Norbert Kox (0/0), Hans-Jürgen Offermanns (0/0), Roger Roebben (0/0)        |
| 1976/77 | Wolfgang Kneib (34/0), Allan Simonsen (34/12), Hans-Jürgen Wittkamp (33/5), Rainer Bonhof (33/6), Herbert Wimmer (31/2), Hans Klinkhammer (29/0), Frank Schäffer (27/0), Berti Vogts (27/1), Horst Wohlers (27/2), Uli Stielike (24/4), Horst Köppel (22/3), Wilfried Hannes (21/3), Herbert Heidenreich (20/2), Jupp Heynckes (20/15), Christian Kulik (18/1), Karl Del’Haye (16/1), Norbert Ringels (7/0), Dietmar Danner (3/0) Carsten Nielsen (1/0), Gert Engels (0/0), Rudolf Gores (0/0), Wolfgang Kleff (0/0), Hans-Jakob Klingen (0/0), Ulrich Sude (0/0) |

### Spieler der Jahrhundertelf

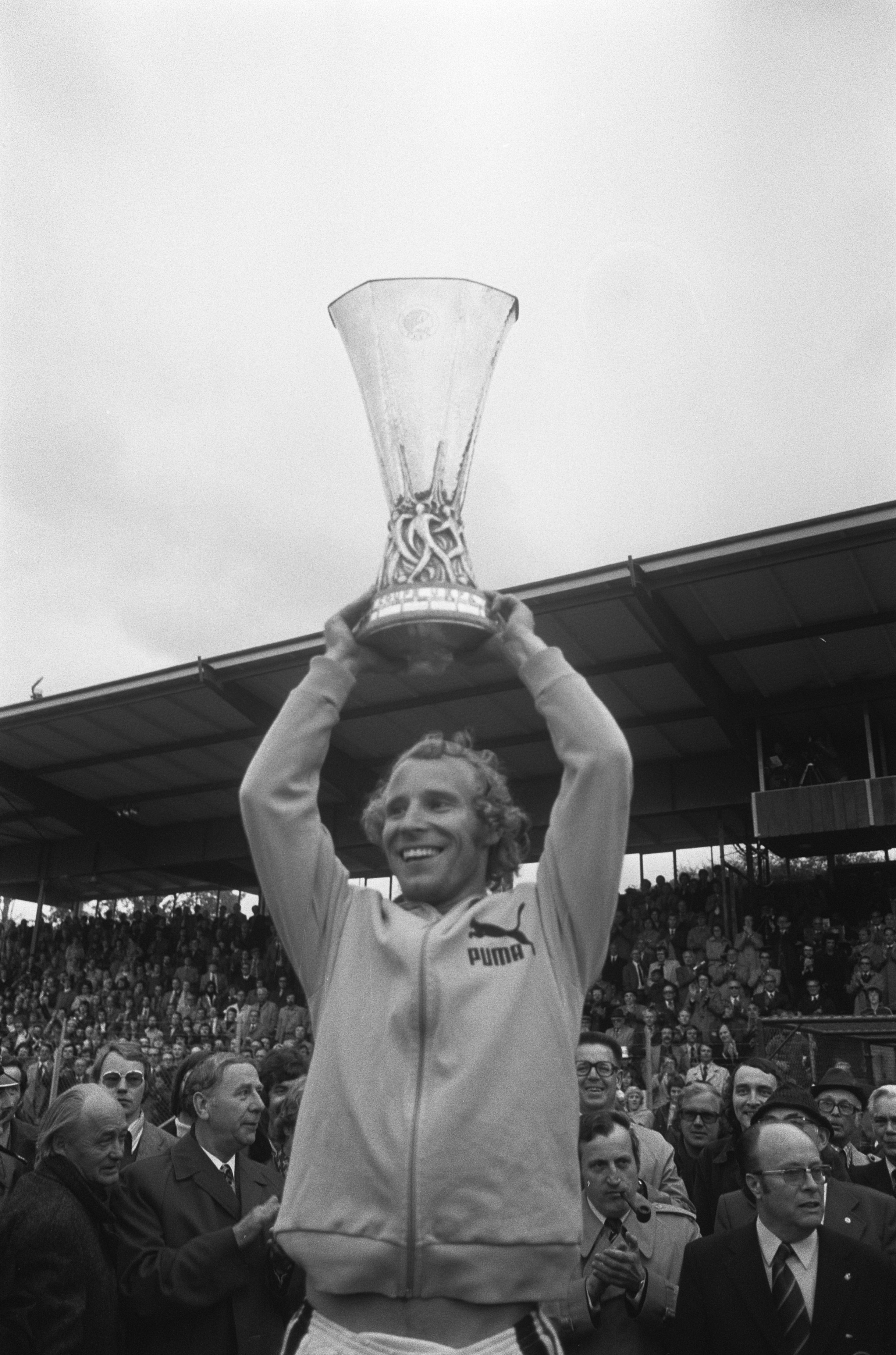
Berti Vogts mit dem UEFA-Pokal, 1975

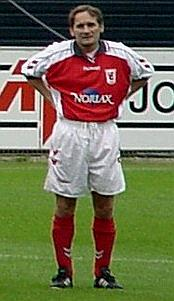
Allan Simonsen (im Jahr 2000)

Zum 100-jährigen Vereinsjubiläum im Jahr 2000 wurden folgende Spieler von Borussia-Anhängern in die sogenannte Jahrhundertelf gewählt
| Torwart                | Torwart |
| ---------------------- | --- |
| Wolfgang Kleff         | Kleff verpasste zwischen 1968 und 1976 kein einziges Spiel für die Borussia, gewann fünf deutsche Meisterschaften, den DFB-Pokal und den UEFA-Pokal. |
| Abwehr                 | |
| Berti Vogts            | Mit 419 Bundesligaspielen Rekordspieler der Borussia. Vogts spielte seine gesamte aktive Karriere als Spieler von 1965 bis 1979 in Mönchengladbach und sammelte dabei insgesamt acht Titel (fünf Meisterschaften, zwei Siege im UEFA-Pokal und den DFB-Pokal). Außerdem wurde er Weltmeister 1974 und zum Fußballer des Jahres 1971 und 1979 gewählt. |
| Hans-Günter Bruns      | Bruns absolvierte von 1980 bis 1990 insgesamt 299 Bundesligaspiele für die Borussia. |
| Wilfried Hannes        | Hannes kam zwischen 1975 und 1986 bei Borussia zu 261 Einsätzen in der Bundesliga, erzielte in der Saison 1980/81 als Abwehrspieler 16 Bundesligatore, wurde zweimal deutscher Meister und gewann den UEFA-Pokal. |
| Patrik Andersson       | Andersson kam 1992 zur Borussia und wurde 1995 Pokalsieger. Nach dem Abstieg 1999 wechselte er zum FC Bayern München. |
| Mittelfeld             | |
| Rainer Bonhof          | Bonhof spielte von 1970 bis 1978 bei Borussia, war damit an fünf deutschen Meisterschaften und einem Pokalsieg beteiligt sowie Weltmeister 1974. Er stieg als Trainer mit der Borussia 1999 in die zweite Liga ab. Anfang 2009 wurde er Vize-Präsident.                                                                                               |
| Stefan Effenberg       | Effenberg spielte von 1987 bis 1990 für die Borussia, kehrte 1994 vom AC Florenz zurück und gewann mit der Mannschaft den DFB-Pokal 1995. 1998 wechselte er erneut zum FC Bayern, lud 2005 zum Abschiedsspiel in den Borussia-Park. |
| Herbert „Hacki“ Wimmer | Wimmer spielte in seiner von 1966 bis 1978 andauernden Karriere ausschließlich für Borussia (366 Spiele, 51 Tore) und gewann fünf Meisterschaften sowie je einen DFB- und UEFA-Pokal-Sieg, Weltmeister 1974, Europameister 1972. |
| Günter Netzer          | In Mönchengladbach geboren, wechselte Netzer im Jahr 1963 vom 1. FC Mönchengladbach zur Borussia und wurde 1970 und 1971 Deutscher Meister, im Finale des DFB-Pokals 1973 erzielte er in der Verlängerung das 2:1-Siegtor, nachdem er sich zuvor selbst einwechselte. Er wechselte 1973 zu Real Madrid. Europameister 1972 und 1974 Weltmeister.      |
| Angriff                | |
| Jupp Heynckes          | Heynckes absolvierte zwischen 1965 und 1967 sowie von 1970 bis 1978 insgesamt 283 Bundesligaspiele für die Borussia, ist mit 195 Toren Borussias Rekordtorschütze und wurde 1974 und 1975 Torschützenkönig. Er errang mit Borussia vier Meisterschaften sowie je einen DFB- und UEFA-Pokal-Sieg, Weltmeister 1974 und Europameister 1972.             |
| Allan Simonsen         | Simonsen erzielte von 1972 bis 1979 in 178 Bundesligaspielen 76 Tore, errang dabei drei Meisterschaften, einen DFB-Pokal-Sieg und gewann zweimal den UEFA-Pokal, Europas Fußballer des Jahres 1977. |
| Trainer                | |
| Hennes Weisweiler      | Unter Weisweiler gewann die Borussia zwei Titel in einer Saison: Die Meisterschaft und den UEFA-Cup 1975. Weiterhin gewann die Borussia unter seiner Führung die Meistertitel 1970 und 1971 und den DFB-Pokal 1973. |

Weitere Spieler sind in der Liste von Fußballspielern von Borussia Mönchengladbach aufgelistet.

### Schützen des „Tor des Monats“
Insgesamt wurden 35 Tore, die von Spielern der Borussia erzielt wurden als Tor des Monats ausgezeichnet.
- 1971 Günter Netzer, am 14. April 1971 gegen den FC Bayern München zum 1:0 (Endstand 3:1); Ulrik le Fevre, am 23. Oktober 1971 gegen den FC Schalke 04 zum 6:0 (Endstand 7:0)
- 1972 Günter Netzer, am 15. November 1972 im Länderspiel gegen die Schweiz zum 4:0 (Endstand 5:0)
- 1973 Günter Netzer, am 20. März 1973 im Viertelfinal-Rückspiel des UEFA-Pokals gegen den 1. FC Kaiserslautern zum 2:1 (Endstand 7:1) und am 23. Juni 1973 im Endspiel des DFB-Pokals gegen den 1. FC Köln zum 2:1-Endstand; Jupp Heynckes, am 17. Februar 1973 im Auswärtsspiel gegen Fortuna Düsseldorf zum 1:3-Endstand und am 23. Mai 1973 im UEFA-Cup-Finale gegen den FC Liverpool zum 2:0-Endstand; Bernd Rupp, am 8. September 1973 beim Auswärtsspiel gegen Werder Bremen zum 2:2 (Endstand 2:3) und am 24. Oktober 1973 beim Achtelfinal-Heimspiel im Europapokal der Pokalsieger zum 3:0-Endstand.
- 1975 Herbert Wimmer, am 17. Mai 1975 im Länderspiel gegen die Niederlande zum 1:0 (Endstand 1:1); Jupp Heynckes, am 23. Juli 1975 gegen den FC St. Pauli zum 0:6-Endstand.
- 1976 Berti Vogts, am 28. Februar 1976 beim Länderspiel gegen Malta zum 7:0 (Endstand 8:0). Vogts erzielt sein einziges Länderspieltor mit dem Kopf.
- 1977 Rainer Bonhof, am 26. März 1977 gegen Eintracht Braunschweig zum 1:0 (Endstand 1:1); Hans-Jürgen Wittkamp, am 20. April 1977 im Halbfinal-Rückspiel des Europapokal der Landesmeister zum 2:0-Endstand gegen Dynamo Kiew; Allan Simonsen, am 14. September 1977 im Europapokal der Landesmeister beim Erstrunden-Hinspiel gegen Vasas Budapest zum 0:2 (Endstand 0:3) und am 29. Oktober 1977 beim Bundesligaspiel bei Eintracht Braunschweig zum 0:3 (Endstand 0:6)
- 1978 Rainer Bonhof, am 29. März 1978 im Halbfinal-Hinspiel des Europapokal der Landesmeister gegen den FC Liverpool in Düsseldorf zum 2:1-Endstand
- 1979 Harald Nickel, am 7. November 1979 im Zweitrunden-Rückspiel des UEFA-Cups gegen Inter Mailand zum 1:1 (Endstand 3:2 n. V.)
- 1980 Christian Kulik, am 7. Mai 1980 im Hinspiel des UEFA-Cup-Finals gegen Eintracht Frankfurt zum 3:2-Endstand
- 1981 Harald Nickel, am 18. April 1981 beim Auswärtsspiel gegen den 1. FC Köln zum 2:3-Endstand
- 1984 Uwe Rahn, am 20. Januar 1984 bei Fortuna Düsseldorf zum 4:1-Endstand; Hans-Günter Bruns, am 25. Februar 1984 gegen den VfL Bochum zum 1:1 (Endstand 4:2); Hans-Jörg Criens, am 1. Mai 1984 im DFB-Pokal Halbfinale gegen Werder Bremen zum 5:4-Endstand; Christian Hochstätter, am 22. September 1984 bei Bayer 04 Leverkusen zum 1:1 (Endstand 3:2)
- 1985 Ewald Lienen, am 2. Oktober 1985 im Erstrunden-Rückspiel des UEFA-Cups gegen Lech Posen zum 0:1 (Endstand 0:2)
- 1986 Hans-Jörg Criens, am 26. Juli 1986 gegen den FC Bayern München zum 2:0 (Endstand 2:5)
- 1987 Hans-Günter Bruns, am 31. Juli 1987 gegen den VfL Bochum zum 0:1 (Endstand 0:2)
- 1991 Frank Schulz, am 10. Mai 1991 zum zwischenzeitlichen 2:4 bei Bayer 04 Leverkusen (Endstand 2:5)
- 1995 Thomas Kastenmaier, am 25. März 1995 zum zwischenzeitlichen 0:1 gegen den VfL Bochum (Endstand 0:2)
- 1996 Peter Wynhoff, am 21. April 1996 gegen den FC Schalke 04 zum zwischenzeitlichen 1:3 (Endstand 3:3); Stefan Effenberg am 21. September 1996 zum zwischenzeitlichen 4:1 gegen Borussia Dortmund (Endstand 5:1)
- 2001 Marcin Mięciel, am 15. September 2001 Fallrückzieher zum 3:3-Endstand im Spiel gegen den Hamburger SV
- 2005 Kasper Bøgelund, im Spiel gegen den FC Schalke 04 am 27. August 2005 zum 1:0 (Endstand 1:1)
- 2006 Oliver Neuville Hackentrick im Flug, im Vorbereitungsspiel 28. Juli 2006 zum 1:1-Endstand gegen Galatasaray Istanbul
- 2008 Alexander Baumjohann, Solo mit Torerfolg im Spiel gegen den Werder Bremen am 30. August 2008 zum zwischenzeitlichen 3:0 (Endstand 3:2)
- 2012 Marco Reus, 1:0-Führungstreffer zum Rückrundenauftakt gegen den FC Bayern München am 20. Januar 2012 (Endstand 3:1)
- 2012 Juan Arango, Weitschuss am 9. Dezember 2012 zum 2:0-Endstand gegen den 1. FSV Mainz 05
- 2020 Valentino Lazaro, "Scorpion-Kick" Treffer am 8. November 2020 zum 3:4 gegen Bayer Leverkusen

### Schützen des „Tor des Jahres“
Insgesamt wurden sieben dieser Tore zum Tor des Jahres gewählt:
- 1971 Ulrik le Fevre
- 1972 und 1973 Günter Netzer
- 1979 Harald Nickel
- 2005 Kasper Bøgelund
- 2006 Oliver Neuville
- 2020 Valentino Lazaro

### Torschützenkönige der Bundesliga
Insgesamt konnten drei Spieler der Borussia in einer Saison die meisten Tore erzielen und somit die „Torjägerkanone“ als Trophäe des Torschützenkönigs gewinnen: Jupp Heynckes (Zwei Mal) Saison 1973/74 (30 Tore) und Saison 1974/75 (27 Tore), Uwe Rahn Saison 1986/87 (24 Tore) und Heiko Herrlich Saison 1994/95 zusammen mit Mario Basler (Werder Bremen) (20 Tore).

### Fußballer des Jahres
Neun Spieler der Borussia wurden vom Fußballmagazin Kicker in Zusammenarbeit mit dem Verband Deutscher Sportjournalisten zum Fußballer des Jahres gewählt: 1971 und 1979 Berti Vogts, 1972/73 Günter Netzer, 1987 Uwe Rahn und 2012 Marco Reus. Als bislang einziger Spieler der Borussia wurde der Dänische Stürmer Allan Simonsen 1977 zu Europas Fußballer des Jahres gewählt, gleichzeitig auch der erste ausländische Spieler der Fußball-Bundesliga, dem diese Ehre zuteilwurde. In Schweden wurden 1993 Martin Dahlin und 1995 Patrik Andersson ausgezeichnet. In den USA wurde Torwart Kasey Keller die Ehre 2005 zuteil. In Norwegen wurde 1985 Kai Erik Herlovsen ausgezeichnet. Yann Sommer wurde 2021 Fußballer des Jahres in der Schweiz.

### Nationalspieler (deutsche Fußballnationalmannschaft)
Bislang spielten 42 Borussen-Spieler für die deutsche Fußballnationalmannschaft. Davon wurden 15 auch bei Weltmeisterschaften eingesetzt, von denen fünf auch Weltmeister wurden. Die Tabelle berücksichtigt dabei zum einen die gesamte Anzahl der mit der Nationalmannschaft bestrittenen Spiele und die erzielten Tore. In der anderen Hälfte der Tabelle werden nur Spiele und Tore berücksichtigt, die der Spieler erzielt hat, während er für Borussia Mönchengladbach unter Vertrag gestanden hat. Spieler, die in ihrer Zeit bei Borussia ebenfalls bei Fußball-Weltmeisterschaften eingesetzt waren, sind farbig hinterlegt mit der Angabe der Spiele, die sie gespielt haben, (Erste Zahl) sowie der Anzahl der erzielten Tore (Zweite Zahl). (Stand: 13. Mai 2025)
| Name                  | in der Nationalelf | Einsätze | Einsätze     | Tore   | Tore         | WM                               |
| Name                  | in der Nationalelf | Gesamt   | bei Borussia | Gesamt | bei Borussia | WM                               |
| --------------------- | ------------------ | -------- | ------------ | ------ | ------------ | -------------------------------- |
| Hartwig Bleidick      | 1971               | 002      | 02           | 0      | 0            |                                  |
| Rainer Bonhof         | 1972–1981          | 053      | 40           | 09     | 06           | 1974 (4/1) 1978 (6/0)            |
| Albert Brülls         | 1959–1966          | 025      | 22           | 09     | 09           | 1962 (4/1)                       |
| Hans-Günter Bruns     | 1984               | 004      | 04           | 0      | 0            |                                  |
| Dietmar Danner        | 1973–1976          | 006      | 06           | 0      | 0            |                                  |
| Karl Del’Haye         | 1980               | 002      | 02           | 0      | 0            |                                  |
| Peter Dietrich        | 1970               | 001      | 01           | 0      | 0            | 1970 (0/0)                       |
| Heinz Ditgens         | 1936–1938          | 003      | 03           | 0      | 0            |                                  |
| Michael Frontzeck     | 1984–1992          | 019      | 16           | 0      | 0            |                                  |
| Matthias Ginter       | 2014–2023          | 051      | 32           | 02     | 02           | 2018 (0/0)                       |
| Wilfried Hannes       | 1981–1982          | 008      | 08           | 0      | 0            | 1982 (0/0)                       |
| Heiko Herrlich        | 1995               | 005      | 03           | 01     | 01           |                                  |
| Patrick Herrmann      | 2015               | 002      | 0            | 0      | 0            |                                  |
| Jupp Heynckes         | 1967–1976          | 039      | 38           | 14     | 14           | 1974 (2/0)                       |
| Christian Hochstätter | 1987               | 002      | 02           | 0      | 0            |                                  |
| Jonas Hofmann         | 2020–2023          | 023      | 04           | 21     | 04           | 2022 (2/0)                       |
| Marcell Jansen        | 2005–2014          | 045      | 16           | 03     | 01           | 2006 (1/0)                       |
| Wolfgang Kleff        | 1971–1973          | 006      | 06           | 0      | 0            | 1974 (0/0)                       |
| Tim Kleindienst       | 2024–              | 006      | 04           | 06     | 04           |                                  |
| Horst Köppel          | 1968–1973          | 011      | 04           | 02     | 0            |                                  |
| Christoph Kramer      | 2014–2016          | 012      | 10           | 0      | 0            | 2014 (3/0)                       |
| Max Kruse             | 2013–2015          | 014      | 13           | 04     | 03           |                                  |
| Herbert Laumen        | 1968               | 002      | 02           | 01     | 01           |                                  |
| Marko Marin           | 2008–2010          | 016      | 06           | 01     | 01           |                                  |
| Lothar Matthäus       | 1980–2000          | 150      | 26           | 23     | 0            |                                  |
| Peter Meyer           | 1967               | 001      | 01           | 0      | 0            |                                  |
| Frank Mill            | 1982–1990          | 017      | 08           | 0      | 0            |                                  |
| Ludwig Müller         | 1968–1969          | 006      | 01           | 0      | 0            |                                  |
| Florian Neuhaus       | 2020–2022          | 010      | 02           | 10     | 02           |                                  |
| Günter Netzer         | 1965–1975          | 037      | 31           | 06     | 06           |                                  |
| Oliver Neuville       | 1998–2008          | 069      | 21           | 10     | 06           | 2006 (7/1)                       |
| Harald Nickel         | 1979–1980          | 003      | 03           | 0      | 0            |                                  |
| Stephan Paßlack       | 1996–1998          | 004      | 04           | 01     | 01           |                                  |
| Karlheinz Pflipsen    | 1993               | 001      | 01           | 0      | 0            |                                  |
| Uwe Rahn              | 1984–1987          | 014      | 14           | 05     | 05           | 1986 (0/0)                       |
| Marco Reus            | 2011–2021          | 041      | 09           | 14     | 02           |                                  |
| Bernd Rupp            | 1966               | 001      | 01           | 01     | 01           |                                  |
| Klaus-Dieter Sieloff  | 1964–1971          | 014      | 06           | 01     | 01           | 1970 (0/0)                       |
| Uli Stielike          | 1975–1984          | 042      | 06           | 03     | 0            |                                  |
| Lars Stindl           | 2017–2018          | 012      | 12           | 04     | 04           |                                  |
| Marc-André ter Stegen | 2012–              | 042      | 04           | 0      | 0            |                                  |
| Berti Vogts           | 1967–1978          | 096      | 96           | 01     | 01           | 1970 (6/0) 1974 (7/0) 1978 (6/0) |
| Herbert Wimmer        | 1968–1976          | 036      | 36           | 04     | 04           | 1974 (2/0)                       |

### Sonstige
Folgende Personen wurden und werden mit dem Verein Borussia Mönchengladbach in Verbindung gebracht und wurden durch die Medien bekannt.
- Torsten Knippertz: derzeitiger Stadionsprecher
- Matthias Opdenhövel: ehemaliger Stadionsprecher
- Manolo: Trommler von 1977 bis 2002

## Kaderübersicht

### Saison 2018/19

#### Bundesligakader 2018/19
| 01 | Yann Sommer    | Schweiz     |
| 21 | Tobias Sippel  | Deutschland |
| 35 | Moritz Nicolas | Deutschland |

| 03 | Michael Lang     | Schweiz     |
| 15 | Jordan Beyer     | Deutschland |
| 17 | Oscar Wendt      | Schweden    |
| 24 | Tony Jantschke   | Deutschland |
| 28 | Matthias Ginter  | Deutschland |
| 29 | Mamadou Doucouré | Frankreich  |
| 30 | Nico Elvedi      | Schweiz     |
| 40 | Andreas Poulsen  | Danemark    |
| 42 | Florian Mayer    | Deutschland |

| 05 | Tobias Strobl    | Deutschland        |
| 06 | Christoph Kramer | Deutschland        |
| 07 | Patrick Herrmann | Deutschland        |
| 08 | Denis Zakaria    | Schweiz            |
| 13 | Lars Stindl      | Deutschland        |
| 16 | Ibrahima Traoré  | Guinea-a           |
| 19 | Fabian Johnson   | Vereinigte Staaten |
| 22 | László Bénes     | Slowakei           |
| 23 | Jonas Hofmann    | Deutschland        |
| 27 | Michaël Cuisance | Frankreich         |
| 32 | Florian Neuhaus  | Deutschland        |
| 37 | Keanan Bennetts  | England            |

| 10 | Thorgan Hazard | Belgien     |
| 11 | Raffael        | Brasilien   |
| 14 | Alassane Pléa  | Frankreich  |
| 18 | Josip Drmic    | Schweiz     |
| 20 | Julio Villalba | Paraguay    |
| 26 | Torben Müsel   | Deutschland |

### Saison 2014/15

#### Bundesligakader 2014/15
| 01 | Yann Sommer          | Schweiz     |
| 21 | Janis Blaswich       | Deutschland |
| 33 | Christofer Heimeroth | Deutschland |

| 03 | Filip Daems      | Belgien            |
| 04 | Roel Brouwers    | Niederlande        |
| 15 | Álvaro Domínguez | Spanien            |
| 17 | Oscar Wendt      | Schweden           |
| 19 | Fabian Johnson   | Vereinigte Staaten |
| 24 | Tony Jantschke   | Deutschland        |
| 27 | Julian Korb      | Deutschland        |
| 28 | Joel Mero        | Finnland           |
| 39 | Martin Stranzl   | Osterreich         |

| 07 | Patrick Herrmann   | Deutschland        |
| 08 | Ibrahima Traoré    | Guinea-a           |
| 11 | Raffael            | Brasilien          |
| 14 | Thorben Marx       | Deutschland        |
| 16 | Håvard Nordtveit   | Norwegen           |
| 19 | Mahmoud Dahoud     | Deutschland Syrien |
| 20 | Nico Brandenburger | Deutschland        |
| 23 | Christoph Kramer   | Deutschland        |
| 25 | Amin Younes        | Deutschland        |
| 28 | André Hahn         | Deutschland        |
| 34 | Granit Xhaka       | Schweiz            |

| 10 | Max Kruse       | Deutschland      |
| 22 | Peniel Mlapa    | Deutschland Togo |
| 31 | Branimir Hrgota | Schweden         |

### Trainer- und Betreuerstab der Saison 2014/15
| Lucien Favre    | Chef-Trainer    |
| Frank Geideck   | Co-Trainer      |
| Manfred Stefes  | Co-Trainer      |
| Uwe Kamps       | Torwart-Trainer |
| Christian Weigl | Athletiktrainer |

| Heribert Ditzel   | Mannschaftsarzt |
| Stephan Hertl     | Mannschaftsarzt |
| Stefan Porten     | Mannschaftsarzt |
| Andreas Bluhm     | Physiotherapeut |
| Dirk Müller       | Physiotherapeut |
| Adam Szordykowski | Physiotherapeut |

### Transfers zur Saison 2014/15
| André Hahn      | Deutschland        | FC Augsburg         |
| Fabian Johnson  | Vereinigte Staaten | TSG 1899 Hoffenheim |
| Yann Sommer     | Schweiz            | FC Basel            |
| Ibrahima Traoré | Guinea-a           | VfB Stuttgart       |

| Elias Kachunga        | Deutschland | SC Paderborn 07 |
| Juan Arango           | Venezuela   | Club Tijuana    |
| Lukas Rupp            | Deutschland | SC Paderborn 07 |
| Marc-André ter Stegen | Deutschland | FC Barcelona    |

### Saison 2013/14

#### Bundesligakader 2013/14
| 01 | Marc-André ter Stegen | Deutschland |
| 21 | Janis Blaswich        | Deutschland |
| 33 | Christofer Heimeroth  | Deutschland |

| 03 | Filip Daems        | Belgien     |
| 04 | Roel Brouwers      | Niederlande |
| 15 | Álvaro Domínguez   | Spanien     |
| 17 | Oscar Wendt        | Schweden    |
| 20 | Nico Brandenburger | Deutschland |
| 24 | Tony Jantschke     | Deutschland |
| 28 | Joel Mero          | Finnland    |
| 39 | Martin Stranzl     | Osterreich  |

| 07 | Patrick Herrmann | Deutschland        |
| 08 | Lukas Rupp       | Deutschland        |
| 11 | Raffael          | Brasilien          |
| 14 | Thorben Marx     | Deutschland        |
| 16 | Håvard Nordtveit | Norwegen           |
| 18 | Juan Arango      | Venezuela          |
| 19 | Mahmoud Dahoud   | Deutschland Syrien |
| 23 | Christoph Kramer | Deutschland        |
| 25 | Amin Younes      | Deutschland        |
| 27 | Julian Korb      | Deutschland        |
| 34 | Granit Xhaka     | Schweiz            |

| 10 | Max Kruse       | Deutschland      |
| 22 | Peniel Mlapa    | Deutschland Togo |
| 31 | Branimir Hrgota | Schweden         |

### Trainer- und Betreuerstab der Saison 2013/14
| Lucien Favre    | Chef-Trainer    |
| Frank Geideck   | Co-Trainer      |
| Manfred Stefes  | Co-Trainer      |
| Uwe Kamps       | Torwart-Trainer |
| Christian Weigl | Athletiktrainer |

| Heribert Ditzel   | Mannschaftsarzt |
| Stephan Hertl     | Mannschaftsarzt |
| Stefan Porten     | Mannschaftsarzt |
| Andreas Bluhm     | Physiotherapeut |
| Dirk Müller       | Physiotherapeut |
| Adam Szordykowski | Physiotherapeut |

### Transfers zur Saison 2013/14
| Nico Brandenburger | Deutschland        | eigene Jugend         |
| Mahmoud Dahoud     | Deutschland Syrien | eigene Jugend         |
| Christoph Kramer   | Deutschland        | Bayer 04 Leverkusen 2 |
| Max Kruse          | Deutschland        | SC Freiburg           |
| Joel Mero          | Finnland           | FC Lahti              |
| Raffael            | Brasilien          | Dynamo Kiew           |

| Igor de Camargo     | Brasilien Belgien  | TSG 1899 Hoffenheim |
| Tolga Ciğerci       | Turkei Deutschland | VfL Wolfsburg 1     |
| Niklas Dams         | Deutschland        | Servette FC Genève  |
| Mike Hanke          | Deutschland        | SC Freiburg         |
| Mathew Leckie       | Australien         | FSV Frankfurt       |
| Alexander Ring      | Finnland           | HJK Helsinki 1      |
| Matthias Zimmermann | Deutschland        | SV Sandhausen 2     |
| Winter 2014         |                    |                     |
| Luuk de Jong        | Niederlande        | Newcastle United 2  |

### Saison 2012/13

#### Bundesligakader 2012/13
| 01 | Marc-André ter Stegen | Deutschland |
| 21 | Janis Blaswich        | Deutschland |
| 33 | Christofer Heimeroth  | Deutschland |

| 02 | Matthias Zimmermann | Deutschland |
| 03 | Filip Daems         | Belgien     |
| 04 | Roel Brouwers       | Niederlande |
| 15 | Álvaro Domínguez    | Spanien     |
| 17 | Oscar Wendt         | Schweden    |
| 24 | Tony Jantschke      | Deutschland |
| 37 | Niklas Dams         | Deutschland |
| 39 | Martin Stranzl      | Osterreich  |

| 05 | Alexander Ring   | Finnland           |
| 06 | Tolga Ciğerci    | Turkei Deutschland |
| 07 | Patrick Herrmann | Deutschland        |
| 08 | Lukas Rupp       | Deutschland        |
| 14 | Thorben Marx     | Deutschland        |
| 16 | Håvard Nordtveit | Norwegen           |
| 18 | Juan Arango      | Venezuela          |
| 25 | Amin Younes      | Deutschland        |
| 27 | Julian Korb      | Deutschland        |
| 30 | Alexander Bieler | Deutschland        |
| 34 | Granit Xhaka     | Schweiz            |

| 09 | Luuk de Jong    | Niederlande       |
| 10 | Igor de Camargo | Brasilien Belgien |
| 22 | Peniel Mlapa    | Deutschland       |
| 31 | Branimir Hrgota | Schweden          |

#### Trainer- und Betreuerstab der Saison 2012/13
| Lucien Favre    | Chef-Trainer    |
| Frank Geideck   | Co-Trainer      |
| Manfred Stefes  | Co-Trainer      |
| Uwe Kamps       | Torwart-Trainer |
| Christian Weigl | Athletiktrainer |

| Heribert Ditzel   | Mannschaftsarzt |
| Stephan Hertl     | Mannschaftsarzt |
| Stefan Porten     | Mannschaftsarzt |
| Andreas Bluhm     | Physiotherapeut |
| Dirk Müller       | Physiotherapeut |
| Adam Szordykowski | Physiotherapeut |

#### Transfers zur Saison 2012/13
| Lukas Rupp       | Deutschland | SC Paderborn 07 1   |
| Granit Xhaka     | Schweiz     | FC Basel            |
| Peniel Mlapa     | Deutschland | TSG 1899 Hoffenheim |
| Alexander Bieler | Deutschland | Profivertrag (II.)  |
| Branimir Hrgota  | Schweden    | Jönköpings Södra IF |
| Álvaro Domínguez | Spanien     | Atlético Madrid     |
| Luuk de Jong     | Niederlande | FC Twente Enschede  |

| Marco Reus       | Deutschland | Borussia Dortmund   |
| Roman Neustädter | Deutschland | FC Schalke 04       |
| Dante            | Brasilien   | FC Bayern München   |
| Mathew Leckie    | Australien  | FSV Frankfurt 2     |
| Elias Kachunga   | Deutschland | Hertha BSC 2        |
| Logan Bailly     | Belgien     | Oud-Heverlee Löwen  |
| Tobias Levels    | Deutschland | Fortuna Düsseldorf  |
| Bamba Anderson   | Brasilien   | Eintracht Frankfurt |
| Yūki Ōtsu        | Japan       | VVV-Venlo           |

### Saison 2011/12

#### Bundesligakader 2011/12
Stand August 2011
| 01 | Marc-André ter Stegen | Deutschland |
| 21 | Janis Blaswich        | Deutschland |
| 33 | Christofer Heimeroth  | Deutschland |

| 02 | Matthias Zimmermann | Deutschland |
| 03 | Filip Daems         | Belgien     |
| 04 | Roel Brouwers       | Niederlande |
| 17 | Oscar Wendt         | Schweden    |
| 24 | Tony Jantschke      | Deutschland |
| 31 | Dante               | Brasilien   |
| 39 | Martin Stranzl      | Osterreich  |

| 07 | Patrick Herrmann | Deutschland |
| 08 | Lukas Rupp       | Deutschland |
| 11 | Marco Reus       | Deutschland |
| 13 | Roman Neustädter | Deutschland |
| 14 | Thorben Marx     | Deutschland |
| 16 | Håvard Nordtveit | Norwegen    |
| 18 | Juan Arango      | Venezuela   |
| 23 | Yūki Ōtsu        | Japan       |
| 27 | Julian Korb      | Deutschland |

| 09 | Raúl Bobadilla  | Argentinien       |
| 10 | Igor de Camargo | Brasilien Belgien |
| 15 | Joshua King     | Norwegen          |
| 19 | Mike Hanke      | Deutschland       |
| 20 | Mathew Leckie   | Australien        |
| 28 | Elias Kachunga  | Deutschland       |

#### Trainer- und Betreuerstab der Saison 2011/12
| Lucien Favre    | Chef-Trainer    |
| Frank Geideck   | Co-Trainer      |
| Manfred Stefes  | Co-Trainer      |
| Uwe Kamps       | Torwart-Trainer |
| Christian Weigl | Athletiktrainer |

| Heribert Ditzel   | Mannschaftsarzt |
| Stephan Hertl     | Mannschaftsarzt |
| Stefan Porten     | Mannschaftsarzt |
| Andreas Bluhm     | Physiotherapeut |
| Dirk Müller       | Physiotherapeut |
| Adam Szordykowski | Physiotherapeut |

### Transfers zur Saison 2011/12
Stand Juli 2011

#### Zu Saisonbeginn
| Mathew Leckie       | Australien         | Adelaide United     |
| Raúl Bobadilla      | Argentinien        | Aris Thessaloniki 1 |
| Frederic Löhe       | Deutschland        | SV Sandhausen 1     |
| Michael Bradley     | Vereinigte Staaten | Aston Villa 1       |
| Oscar Wendt         | Schweden           | FC Kopenhagen       |
| Lukas Rupp          | Deutschland        | Karlsruher SC       |
| Matthias Zimmermann | Deutschland        | Karlsruher SC       |
| Yuki Otsu           | Japan              | Kashiwa Reysol      |
| Joshua King         | Norwegen           | Manchester United 2 |

| Fabian Bäcker         | Deutschland        | Alemannia Aachen      |
| Paul Stalteri         | Kanada             | vereinslos            |
| Christian Dorda       | Deutschland        | SpVgg Greuther Fürth  |
| Sebastian Schachten   | Deutschland        | FC St. Pauli          |
| Jens Wissing          | Deutschland        | SC Paderborn 07       |
| Jean-Sébastien Jaurès | Frankreich         | Karriereende          |
| Michael Fink          | Deutschland        | Beşiktaş JK 1         |
| Logan Bailly          | Belgien            | Neuchâtel Xamax 2     |
| Karim Matmour         | Algerien           | Eintracht Frankfurt   |
| Marcel Meeuwis        | Niederlande        | VVV-Venlo             |
| Bamba Anderson        | Brasilien          | Eintracht Frankfurt 2 |
| Tobias Levels         | Deutschland        | Fortuna Düsseldorf 2  |
| Michael Bradley       | Vereinigte Staaten | Chievo Verona         |
| Mohamadou Idrissou    | Kamerun            | Eintracht Frankfurt   |

### Saison 2010/11

#### Bundesligakader Saison 2010/11
Stand 31. Januar 2011
| 01 | Christofer Heimeroth  | Deutschland |
| 21 | Marc-André ter Stegen | Deutschland |
| 30 | Logan Bailly          | Belgien     |

| 02 | Sebastian Schachten   | Deutschland |
| 03 | Filip Daems           | Belgien     |
| 04 | Roel Brouwers         | Niederlande |
| 05 | Bamba Anderson        | Brasilien   |
| 16 | Håvard Nordtveit      | Norwegen    |
| 17 | Bernhard Janeczek     | Osterreich  |
| 20 | Jean-Sébastien Jaurès | Frankreich  |
| 22 | Tobias Levels         | Deutschland |
| 23 | Christian Dorda       | Deutschland |
| 27 | Jens Wissing          | Deutschland |
| 31 | Dante                 | Brasilien   |
| 39 | Martin Stranzl        | Osterreich  |

| 06 | Michael Fink     | Deutschland |
| 11 | Marco Reus       | Deutschland |
| 13 | Roman Neustädter | Deutschland |
| 14 | Thorben Marx     | Deutschland |
| 15 | Patrick Herrmann | Deutschland |
| 18 | Juan Arango      | Venezuela   |
| 24 | Tony Jantschke   | Deutschland |

| 10 | Igor de Camargo    | Belgien     |
| 19 | Mike Hanke         | Deutschland |
| 25 | Mohamadou Idrissou | Kamerun     |
| 29 | Fabian Bäcker      | Deutschland |
| 40 | Karim Matmour      | Algerien    |

#### Transfers zur Saison 2010/11
Stand 31. Januar 2011
zu Saisonbeginn
| Bamba Anderson        | Brasilien   | von Fortuna Düsseldorf             |
| Igor de Camargo       | Belgien     | von Standard Lüttich               |
| Mohamadou Idrissou    | Kamerun     | vom SC Freiburg                    |
| Sebastian Schachten   | Deutschland | vom SC Paderborn (war ausgeliehen) |
| Jens Wissing          | Deutschland | von Preußen Münster                |
| Bernhard Janeczek     | Osterreich  | aus der eigenen Jugend             |
| Patrick Herrmann      | Deutschland | aus der eigenen Jugend             |
| Marc-André ter Stegen | Deutschland | aus der eigenen Jugend             |

| Roberto Colautti | Israel      | Maccabi Tel Aviv            |
| Thomas Kleine    | Deutschland | Greuther Fürth              |
| Moses Lamidi     | Deutschland | Rot-Weiß Oberhausen         |
| Gal Alberman     | Israel      | Maccabi Tel Aviv            |
| Frederic Löhe    | Deutschland | SV Sandhausen (ausgeliehen) |
| Oliver Neuville  | Deutschland | Arminia Bielefeld           |
| Rob Friend       | Kanada      | Hertha BSC                  |

zur Winterpause
Stand 31. Januar 2011
| Mike Hanke       | Deutschland | von Hannover 96                     |
| Martin Stranzl   | Osterreich  | von Spartak Moskau                  |
| Håvard Nordtveit | Norwegen    | vom FC Arsenal                      |
| Michael Fink     | Deutschland | von Beşiktaş Istanbul (ausgeliehen) |

| Jan-Ingwer Callsen-Bracker | Deutschland        | FC Augsburg                       |
| Raúl Bobadilla             | Argentinien        | Aris Thessaloniki (ausgeliehen)   |
| Marcel Meeuwis             | Niederlande        | Feyenoord Rotterdam (ausgeliehen) |
| Michael Bradley            | Vereinigte Staaten | Aston Villa (ausgeliehen)         |

#### Trainer- und Betreuerstab der Saison 2010/11
| Lucien Favre    | Chef-Trainer             |
| Frank Geideck   | Co-Trainer               |
| Manfred Stefes  | Co-Trainer               |
| Uwe Kamps       | Torwart-Trainer          |
| Christian Weigl | Athletiktrainer          |
| Steffen Korell  | Teammanager              |
| Jörg Stiel      | Integrationsbeauftragter |
| Guido Uhle      | Marketingleiter          |
| Markus Aretz    | Pressesprecher           |
| Rolf Hülswitt   | Betreuer                 |

| Heribert Ditzel   | Mannschaftsarzt |
| Stephan Hertl     | Mannschaftsarzt |
| Andreas Bluhm     | Physiotherapeut |
| Dirk Müller       | Physiotherapeut |
| Adam Szordykowski | Physiotherapeut |

### Saison 2009/10

#### Bundesligakader Saison 2009/10
| 01 | Christofer Heimeroth | Deutschland |
| 21 | Frederic Löhe        | Deutschland |
| 30 | Logan Bailly         | Belgien     |

| 03 | Filip Daems                | Belgien     |
| 04 | Roel Brouwers              | Niederlande |
| 06 | Jan-Ingwer Callsen-Bracker | Deutschland |
| 07 | Paul Stalteri              | Kanada      |
| 15 | Thomas Kleine              | Deutschland |
| 20 | Jean-Sébastien Jaurès      | Frankreich  |
| 22 | Tobias Levels              | Deutschland |
| 23 | Christian Dorda            | Deutschland |
| 31 | Dante                      | Brasilien   |

| 08 | Marcel Meeuwis   | Niederlande        |
| 11 | Marco Reus       | Deutschland        |
| 13 | Roman Neustädter | Deutschland        |
| 14 | Thorben Marx     | Deutschland        |
| 18 | Juan Arango      | Venezuela          |
| 19 | Gal Alberman     | Israel             |
| 24 | Tony Jantschke   | Deutschland        |
| 26 | Michael Bradley  | Vereinigte Staaten |

| 09 | Roberto Colautti | Israel      |
| 10 | Raúl Bobadilla   | Argentinien |
| 16 | Rob Friend       | Kanada      |
| 25 | Moses Lamidi     | Deutschland |
| 27 | Oliver Neuville  | Deutschland |
| 29 | Fabian Bäcker    | Deutschland |
| 40 | Karim Matmour    | Algerien    |

Die Spieler Steve Gohouri und Sebastian Svärd trainieren nicht mehr mit dem Bundesligakader.

#### Transfers zur Saison 2009/10
| Fabian Bäcker    | Deutschland | vom eigenen Nachwuchs   |
| Patrick Herrmann | Deutschland | vom eigenen Nachwuchs   |
| Marcel Meeuwis   | Niederlande | von Roda JC Kerkrade    |
| Roman Neustädter | Deutschland | vom FSV Mainz 05        |
| Marco Reus       | Deutschland | von Rot Weiss Ahlen     |
| Raúl Bobadilla   | Argentinien | von Grasshoppers Zürich |
| Thorben Marx     | Deutschland | von Arminia Bielefeld   |
| Juan Arango      | Venezuela   | von RCD Mallorca        |

| Tomáš Galásek          | Tschechien     | FSV Erlangen-Bruck         |
| Uwe Gospodarek         | Deutschland    | Hannover 96                |
| Alexander Baumjohann   | Deutschland    | FC Bayern München          |
| Johannes van den Bergh | Deutschland    | Fortuna Düsseldorf         |
| Marko Marin            | Deutschland    | Werder Bremen              |
| Sharbel Touma          | Schweden       | Iraklis Saloniki           |
| Marcel Ndjeng          | Kamerun        | FC Augsburg                |
| Sebastian Schachten    | Deutschland    | SC Paderborn (ausgeliehen) |
| Soumaila Coulibaly     | Mali           | FSV Frankfurt              |
| Patrick Paauwe         | Niederlande    | VVV-Venlo                  |
| Steve Gohouri          | Elfenbeinküste | Wigan Athletic             |
| Sebastian Svärd        | Danemark       | Roda Kerkrade              |

#### Trainer- und Betreuerstab der Saison 2009/10
| Michael Frontzeck | Chef-Trainer    |
| Frank Geideck     | Co-Trainer      |
| Manfred Stefes    | Co-Trainer      |
| Uwe Kamps         | Torwart-Trainer |
| Christian Weigl   | Athletiktrainer |

| Jens-Felix Kühlmorgen | Mannschaftsarzt |
| Heribert Ditzel       | Mannschaftsarzt |
| Stephan Hertl         | Mannschaftsarzt |
| Andreas Bluhm         | Physiotherapeut |
| Dirk Müller           | Physiotherapeut |
| Adam Szordykowski     | Physiotherapeut |

## Kader der U23

### U23 Saison 2012/13

#### Kader der U23 Saison 2012/13
| 24 | Martin Kompalla | Deutschland |
| 25 | Kevin Birk      | Deutschland |

| 02 | Andreas Gross        | Deutschland |
| 03 | Sascha Tobor         | Deutschland |
| 04 | Bernhard Janeczek    | Osterreich  |
| 05 | Leonel Kadiata       | Deutschland |
| 08 | Muhittin Bastürk     | Deutschland |
| 12 | Jochen Schumacher    | Deutschland |
| 13 | Christoph Zimmermann | Deutschland |
| 16 | Tim Harmes           | Deutschland |
| 23 | Oliver Stang         | Deutschland |

| 06 | Maik Odenthal            | Deutschland |
| 07 | Ridvan Balci             | Deutschland |
| 10 | Alexander Bieler         | Deutschland |
| 14 | Marius Müller            | Deutschland |
| 15 | Patrick Dertwinkel       | Deutschland |
| 17 | Marcel Ewertz            | Deutschland |
| 19 | Nerciwan Khalil Mohammad | Syrien      |
| 26 | Jesse Weißenfels         | Deutschland |

| 09 | Marcel Platzek  | Deutschland |
| 18 | Giuseppe Pisano | Deutschland |
| 22 | Marcel Hesse    | Deutschland |

#### Trainer- und Betreuerstab der U23 Saison 2012/13
| Sven Demandt   | Trainer                       |
| Adrian Spyrka  | Co-Trainer                    |
| Roland Virkus  | Direktor Jugend und Amateure  |
| Alfred Bierent | Assistent Jugend und Amateure |

| Martin Spohrer        | Athletiktrainer |
| Holger Wagner         | Physiotherapeut |
| Hans-Jürgen Goldkuhle | Betreuer        |
| René Pluntke          | Betreuer        |
| Zenon Szordykowski    | Masseur         |

### U23 Saison 2011/12

#### Kader der U23 Saison 2011/12
| 24 | Martin Kompalla | Deutschland |
| 25 | Joachim Ball    | Deutschland |

| 02 | Niklas Dams       | Deutschland |
| 03 | Sascha Tobor      | Deutschland |
| 05 | Tim Heubach       | Deutschland |
| 12 | Jochen Schumacher | Deutschland |
| 13 | Christoph Kasak   | Deutschland |
| 16 | Tim Harmes        | Deutschland |
| 18 | Muhittin Bastürk  | Deutschland |
| 21 | Eric Schaaf       | Deutschland |
| 23 | Michael Stuckmann | Deutschland |
| 27 | Bernhard Janeczek | Osterreich  |

| 06 | Maik Odenthal            | Deutschland |
| 07 | Amin Younes              | Deutschland |
| 08 | Dennis Dowidat           | Deutschland |
| 10 | Alexander Bieler         | Deutschland |
| 11 | Nico Heupt               | Deutschland |
| 14 | Kevin Breuer             | Deutschland |
| 19 | Nerciwan Khalil Mohammad | Syrien      |
| 26 | Jesse Weißenfels         | Deutschland |

| 09 | Marcel Platzek        | Deutschland             |
| 17 | Avdo Iljazovic        | Bosnien und Herzegowina |
| 18 | Elias Kachunga        | Deutschland             |
| 20 | Marcel Podszus        | Deutschland             |
| 22 | Christopher Mandiangu | Deutschland             |

#### Trainer- und Betreuerstab der U23 Saison 2011/12
| Sven Demandt   | Trainer                       |
| Adrian Spyrka  | Co-Trainer                    |
| Roland Virkus  | Direktor Jugend und Amateure  |
| Alfred Bierent | Assistent Jugend und Amateure |

| Martin Spohrer        | Athletiktrainer |
| Holger Wagner         | Physiotherapeut |
| Hans-Jürgen Goldkuhle | Betreuer        |
| René Pluntke          | Betreuer        |
| Zenon Szordykowski    | Masseur         |

### U23 Saison 2010/11

#### Kader der U23 Saison 2010/11
| 24 | Janis Blaswich | Deutschland |
| 25 | Joachim Ball   | Deutschland |

| 02 | Niklas Dams       | Deutschland |
| 03 | Sascha Tobor      | Deutschland |
| 05 | Tim Heubach       | Deutschland |
| 12 | Jochen Schumacher | Deutschland |
| 13 | Christoph Kasak   | Deutschland |
| 18 | Muhittin Bastürk  | Deutschland |
| 21 | Eric Schaaf       | Deutschland |
| 23 | Michael Stuckmann | Deutschland |

| 0x | Dennis Lepper      | Deutschland |
| 04 | Julian Korb        | Deutschland |
| 06 | Mirhudin Kacar     | Deutschland |
| 08 | Dennis Dowidat     | Deutschland |
| 11 | Nico Heupt         | Deutschland |
| 14 | Kevin Breuer       | Deutschland |
| 16 | Jan-Lukas Pirschel | Deutschland |
| 19 | Ekrem Engin        | Deutschland |

| 09 | Marcel Platzek | Deutschland             |
| 15 | Elias Kachunga | Deutschland             |
| 17 | Avdo Iljazovic | Bosnien und Herzegowina |
| 20 | Marcel Podszus | Deutschland             |

#### Trainer- und Betreuerstab der U23 Saison 2010/11
| Sven Demandt   | Trainer                       |
| Adrian Spyrka  | Co-Trainer                    |
| Roland Virkus  | Direktor Jugend und Amateure  |
| Alfred Bierent | Assistent Jugend und Amateure |

| Tim Buddewig          | Physiotherapeut |
| Zenon Szordykowski    | Masseur         |
| Walter Gorschewski    | Physiotherapeut |
| Hans-Jürgen Goldkuhle | Physiotherapeut |

## Sonstige Statistik

### Trikotsponsoren und Ausrüster seit 1976
Seit der Saison 1976/77 tragen die Spieler der Borussia ein Trikot der aufgedruckten Trikotwerbung des Hauptsponsors. Die folgende Tabelle gibt einen Überblick aller Trikotsponsoren des Vereins seit 1976. Der Zeitraum gibt jeweils die vollständige Saison an.
| Zeitraum  | Sponsor  | Branche                       |
| --------- | -------- | ----------------------------- |
| 1976–1980 | Ruhrgas  | Energieversorgung/Erdgas      |
| 1980–1983 | Datsun   | Automobilhersteller           |
| 1983–1990 | Ruhrgas  | Energieversorgung/Erdgas      |
| 1990–1992 | Tuborg   | Brauerei                      |
| 1992–1994 | Trigema  | Sportbekleidung               |
| 1994–1997 | Diebels  | Brauerei                      |
| 1997–2002 | Belinea  | Hardwarehersteller            |
| 2002–2005 | Jever    | Brauerei                      |
| 2005–2009 | Kyocera  | Druckerhersteller             |
| 2009–2020 | Postbank | Bankunternehmen               |
| 2020–2024 | Flatex   | Onlinebroker                  |
| seit 2024 | Reuter   | Onlinehändler für Badprodukte |

Während dieser Zeit wurde die Mannschaft von folgenden Bekleidungsfirmen ausgerüstet.
| Zeitraum  | Ausrüster |
| --------- | --------- |
| 1976–1992 | Puma      |
| 1992–1995 | Asics     |
| 1995–2003 | Reebok    |
| 2003–2013 | Lotto     |
| 2013–2018 | Kappa     |
| seit 2018 | Puma      |

### Trikots
Das Trikot der Borussia ist aus der Tradition heraus weiß, passend zu den Vereinsfarben oftmals mit grünen oder schwarzen Streifen oder Applikationen versehen. Zur Bundesligasaison 2008/09 wurde das Design der Heimtrikots dem der sportlich erfolgreichen Zeit in den 1970er-Jahren angepasst: Ein weißes Trikot mit einem schwarzgrünen vertikal verlaufenden Streifen auf der linken Seite. Das Auswärtstrikot ist dunkelgrün mit schwarzen horizontal verlaufenden Querbalken und weißen Streifen im Halsbereich. Das selten genutzte Ausweichtrikot ist Himmelblau, ebenfalls mit weißen Streifen im Halsbereich. Zu jedem Trikot ist die Hose mit der passenden Farbe versehen, ebenso die Stutzen, entweder unifarben oder zum Trikot passend gestreift. Die Torhüter tragen in der Saison 2009/10 entweder einen Dress in Maigrün und Himmelblau, jeweils mit passender Hose und stutzen oder ein rot-schwarzes und orange-schwarzes Oberteil mit schwarzer Hose und schwarzen Stutzen.
Zur Saison 2010/11 wurde die Tradition fortgeführt und ein Heimtrikot aufgelegt, welches von der Farbgebung an das Meistertrikot der Saison 1969/70 erinnern soll. Dabei handelt es sich um ein weißes Trikot mit jeweils zwei feinen schwarzen Streifen am Kragen und an den Ärmeln. Die Hose ist passend dazu weiß mit einer feinen schwarzen Bundleiste, ebenso wie die Stutzen, die lediglich im oberen Teil schwarz abgesetzt sind. Hersteller des Trikots ist wie in der Vorsaison der Ausrüster Lotto.
In der Saison 2012/13 spielte die Borussia erstmals seit 16 Jahren wieder auf internationaler Ebene. Eigens für die Spiele in der UEFA Europa League wurde ein neues Trikot entworfen. Es handelte sich um ein grünes Trikot mit weißen Querstreifen, einer weißen Hose und grünen Stutzen.

## Nationale Wettbewerbe

### Übersicht der Liga-Platzierungen seit 1900 bis zur Saison 2024/25
Die folgende Tabelle gibt die Tabellenpositionen an, die Borussia Mönchengladbach am Ende einer jeweiligen Saison innehatte. Dabei gibt die linke Tabelle alle Positionen an, bevor die Mannschaft in die Bundesliga aufstieg. In der rechten Tabelle sind alle Tabellenpositionen seit der Saison 1965/66 vermerkt. (Stand: Saisonende 2023/24)
| von 1900 bis zum Aufstieg in die Bundesliga | von 1900 bis zum Aufstieg in die Bundesliga | von 1900 bis zum Aufstieg in die Bundesliga | von 1900 bis zum Aufstieg in die Bundesliga | von 1900 bis zum Aufstieg in die Bundesliga | von 1900 bis zum Aufstieg in die Bundesliga |
| Saison | Spielklasse/Liga                            | Platz                                       | Tore                                        | Punkte                                      |                                             |
| --- | ------------------------------------------- | ------------------------------------------- | ------------------------------------------- | ------------------------------------------- | ------------------------------------------- |
| 1900 bis 1904 – keine Teilnahme an Wettbewerben |                                             |                                             |                                             |                                             |                                             |
| 1904/05 | 3. Klasse II. Bezirk                        | 01                                          | –                                           | 03:1                                        |                                             |
| 1905/06 – keine Teilnahme an Wettbewerben |                                             |                                             |                                             |                                             |                                             |
| 1906/07 | 2. Klasse II. Bezirk                        | 01                                          | 25:8                                        | 16:0                                        |                                             |
| 1907/08 | 2. Klasse II. Bezirk Gruppe:B               | 03                                          | 19:13                                       | 11:9                                        |                                             |
| 1908/09 | B. Klasse Gruppe Süd II. Bezirk             | 01                                          | 09:3                                        | 10:7                                        |                                             |
| 1909/10 | A. Klasse II. / III. Bezirk                 | 04                                          | 12:12                                       | 28:29                                       |                                             |
| 1910/11 | A. Klasse II. / V. Bezirk Gruppe West       | 05                                          | 21:15                                       | 48:31                                       |                                             |
| 1911/12 | A. Klasse Rheinischer Südkreis Gruppe Nord  | 01                                          | 25:3                                        | 53:10                                       |                                             |
| 1912/13 | Verbandsliga Niederrhein                    | 06                                          | 18:18                                       | 31:33                                       |                                             |
| 1913/14 | Kreisliga Rheinischer Nordkreis             | 03                                          | 15:13                                       | 17:20                                       |                                             |
| 1914 bis 1915, Saisonabbruch nach dem Ausbruch des Ersten Weltkriegs |                                             |                                             |                                             |                                             |                                             |
| 1915/16 | Rheinischer Nordkreis M.-Gladbach           | 02                                          | 14:6                                        | 31:23                                       |                                             |
| 1916 bis 1918, Saisonabbruch bedingt durch den Ersten Weltkrieg |                                             |                                             |                                             |                                             |                                             |
| 1918/19 | Bezirksliga M.-Gladbach                     | –                                           | –                                           |                                             |                                             |
| 1919/20 | Kreisliga Rheinischer Westkreis             | 02                                          | 31:13                                       | 57:32                                       |                                             |
| 1920/21 | Kreisliga Rheinischer Westkreis             | 02                                          | 24:12                                       | 63:33                                       |                                             |
| 1921/22 | Rheingauliga                                | 03                                          | 24:12                                       | 53:30                                       |                                             |
| 1922/23 | Rheingauliga Gruppe West                    | 03                                          | 13:7                                        | 23:12                                       |                                             |
| 1923/24 | Rheingauliga Gruppe West                    | 02                                          | 14:6                                        | 38:15                                       |                                             |
| 1924/25 | Rheingauliga Gruppe West                    | 05                                          | 11:9                                        | 33:14                                       |                                             |
| 1925/26 | Rheingauliga Gruppe West                    | 02                                          | 16:4                                        | 43:18                                       |                                             |
| 1926/27 | Rheinbezirksliga Gruppe 1                   | 02                                          | 21:27                                       | 54:27                                       |                                             |
| 1927/28 | Rheinbezirksklasse Gruppe 2                 | 02                                          | 25:3                                        | 61:22                                       |                                             |
| 1928/29 | Rheinbezirksklasse Gruppe 1                 | 01                                          | 37:7                                        | 76:23                                       |                                             |
| 1929/30 | Rheinbezirksliga                            | 04                                          | 30:18                                       | 68:50                                       |                                             |
| 1930/31 | Rheinbezirksliga Gruppe 2                   | 08                                          | 16:24                                       | 31:51                                       |                                             |
| 1931/32 | Rheinbezirksliga Gruppe 1                   | 05                                          | 18:18                                       | 45:45                                       |                                             |
| 1932/33 | Rheinbezirksliga Gruppe 2                   | 08                                          | 22:22                                       | 45:36                                       |                                             |
| 1933/34 | Gauliga X. Niederrhein                      | 05                                          | 24:20                                       | 42:46                                       |                                             |
| 1934/35 | Gauliga X. Niederrhein                      | 03                                          | 22:18                                       | 32:24                                       |                                             |
| 1935/36 | Gauliga X. Niederrhein                      | 09                                          | 12:24                                       | 24:42                                       |                                             |
| 1936/37 | Bezirksklasse Gruppe 1                      | 02                                          | 29:11                                       | 58:22                                       |                                             |
| 1937/38 | Bezirksklasse Gruppe 1                      | 03                                          | 24:12                                       | 55:28                                       |                                             |
| 1938/39 | Bezirksklasse Gruppe 1                      | 01                                          | 35:5                                        | 66:8                                        |                                             |
| 1939/40 | Bezirksklasse Gruppe 4                      | 01                                          | 45:7                                        | 98:31                                       |                                             |
| 1940/41 | 1. Klasse Niederrhein Gruppe 3              | 01                                          | 41:7                                        | 92:30                                       |                                             |
| 1941/42 | 1. Klasse Niederrhein Gruppe 3              | 03                                          | 28:16                                       | 70:56                                       |                                             |
| 1942/43 | 1. Klasse Niederrhein Gruppe 3              | 02                                          | 27:9                                        | 56:37                                       |                                             |
| 1943/44 | Bezirksklasse Gruppe 5                      | 01                                          | 28:8                                        | 75:26                                       |                                             |
| 1944/45, Saisonausfall bedingt durch den Zweiten Weltkrieg |                                             |                                             |                                             |                                             |                                             |
| 1946 | Kurzsaison Bereich München-Gladbach         | 01                                          | 15:5                                        | 34:16                                       |                                             |
| 1946/47 | Bezirksliga Gruppe 2                        | 01                                          | 24:8                                        | 39:27                                       |                                             |
| 1947/48 | Landesliga Niederrhein Gruppe 3             | 06                                          | 18:18                                       | 40:35                                       |                                             |
| 1948/49 | Landesliga Niederrhein Gruppe 3             | 04                                          | 25:19                                       | 47:24                                       |                                             |
| 1949/50 | Zweite Liga West                            | 02                                          | 40:20                                       | 80:55                                       |                                             |
| 1950/51 | Oberliga West                               | 14                                          | 25:35                                       | 47:72                                       |                                             |
| 1951/52 | Zweite Liga West                            | 01                                          | 42:14                                       | 69:35                                       |                                             |
| 1952/53 | Oberliga West                               | 14                                          | 21:39                                       | 31:80                                       |                                             |
| 1953/54 | Oberliga West                               | 12                                          | 27:33                                       | 56:73                                       |                                             |
| 1954/55 | Oberliga West                               | 14                                          | 26:34                                       | 48:65                                       |                                             |
| 1955/56 | Oberliga West                               | 11                                          | 26:34                                       | 60:70                                       |                                             |
| 1956/57 | Oberliga West                               | 16                                          | 10:50                                       | 39:112                                      |                                             |
| 1957/58 | Zweite Liga West                            | 02                                          | 43:17                                       | 75:37                                       |                                             |
| 1958/59 | Oberliga West                               | 13                                          | 25:35                                       | 39:58                                       |                                             |
| 1959/60 | Oberliga West                               | 14                                          | 27:33                                       | 38:52                                       |                                             |
| 1960/61 | Oberliga West                               | 06                                          | 31:29                                       | 58:58                                       |                                             |
| 1961/62 | Oberliga West                               | 13                                          | 21:39                                       | 42:57                                       |                                             |
| 1962/63 | Oberliga West                               | 11                                          | 24:36                                       | 44:60                                       |                                             |
| 1963/64 | Regionalliga West                           | 08                                          | 71:47                                       | 41:35                                       |                                             |
| 1964/65 | Regionalliga West                           | 01                                          | 92:39                                       | 52:16                                       |                                             |
| grün unterlegt: Aufstieg in die nächsthöhere Spielklasse gelb unterlegt: Als Staffelmeister teilnahmeberechtigt zur Aufstiegsrunde in die 1. Bundesliga rot unterlegt: Abstieg in die Zweite Liga West grau unterlegt: Endrundenplatz für Aufstiegsspiel. |                                             |                                             |                                             |                                             |                                             |

| Bundesligazeit | Bundesligazeit | Bundesligazeit | Bundesligazeit | Bundesligazeit | Bundesligazeit | Bundesligazeit | Bundesligazeit | Bundesligazeit   |
| Saison | Liga           | Platz          | S              | U              | N              | Tore           | Punkte         | Zuschauerschnitt |
| --- | -------------- | -------------- | -------------- | -------------- | -------------- | -------------- | -------------- | ---------------- |
| 1965/66 | Bundesliga     | 13             | 09             | 11             | 14             | 57:68          | 29:39          | 23.941           |
| 1966/67 | Bundesliga     | 08             | 12             | 10             | 12             | 70:49          | 34:34          | 24.235           |
| 1967/68 | Bundesliga     | 03             | 15             | 12             | 07             | 77:45          | 42:26          | 20.842           |
| 1968/69 | Bundesliga     | 03             | 13             | 11             | 10             | 61:46          | 37:31          | 20.500           |
| 1969/70 | Bundesliga     | 01             | 23             | 05             | 06             | 71:29          | 51:17          | 25.645           |
| 1970/71 | Bundesliga     | 01             | 20             | 10             | 04             | 77:35          | 50:18          | 21.706           |
| 1971/72 | Bundesliga     | 03             | 18             | 07             | 09             | 82:40          | 43:25          | 16.294           |
| 1972/73 | Bundesliga     | 05             | 17             | 05             | 12             | 82:61          | 39:29          | 14.912           |
| 1973/74 | Bundesliga     | 02             | 21             | 06             | 07             | 93:52          | 48:20          | 22.265           |
| 1974/75 | Bundesliga     | 01             | 21             | 08             | 05             | 86:40          | 50:18          | 22.150           |
| 1975/76 | Bundesliga     | 01             | 16             | 13             | 05             | 66:37          | 45:23          | 23.647           |
| 1976/77 | Bundesliga     | 01             | 17             | 10             | 07             | 58:34          | 44:24          | 25.135           |
| 1977/78 | Bundesliga     | 02             | 20             | 08             | 06             | 86:44          | 48:20          | 26.059           |
| 1978/79 | Bundesliga     | 10             | 12             | 08             | 14             | 50:53          | 32:26          | 20.129           |
| 1979/80 | Bundesliga     | 07             | 12             | 12             | 10             | 61:60          | 36:32          | 17.655           |
| 1980/81 | Bundesliga     | 06             | 15             | 07             | 12             | 68:64          | 37:31          | 18.411           |
| 1981/82 | Bundesliga     | 07             | 15             | 10             | 09             | 61:51          | 40:28          | 20.582           |
| 1982/83 | Bundesliga     | 12             | 12             | 04             | 18             | 64:63          | 28:40          | 16.720           |
| 1983/84 | Bundesliga     | 03             | 21             | 06             | 7              | 81:48          | 48:20          | 20.353           |
| 1984/85 | Bundesliga     | 04             | 15             | 09             | 10             | 77:53          | 39:29          | 18.739           |
| 1985/86 | Bundesliga     | 04             | 15             | 12             | 07             | 65:51          | 42:26          | 16.294           |
| 1986/87 | Bundesliga     | 03             | 18             | 07             | 09             | 74:44          | 43:25          | 17.441           |
| 1987/88 | Bundesliga     | 07             | 14             | 05             | 15             | 55:53          | 33:35          | 14.294           |
| 1988/89 | Bundesliga     | 06             | 12             | 14             | 08             | 44:43          | 38:30          | 13.294           |
| 1989/90 | Bundesliga     | 15             | 11             | 08             | 15             | 37:45          | 30:38          | 19.660           |
| 1990/91 | Bundesliga     | 09             | 09             | 17             | 08             | 49:54          | 35:33          | 19.291           |
| 1991/92 | Bundesliga     | 13             | 10             | 14             | 14             | 37:49          | 34:42          | 21.679           |
| 1992/93 | Bundesliga     | 09             | 13             | 09             | 12             | 59:59          | 35:33          | 23.661           |
| 1993/94 | Bundesliga     | 10             | 14             | 07             | 13             | 65:59          | 35:33          | 26.959           |
| 1994/95 | Bundesliga     | 05             | 17             | 09             | 08             | 66:41          | 43:25          | 31.404           |
| 1995/96 | Bundesliga     | 04             | 15             | 08             | 11             | 52:51          | 53             | 31.232           |
| 1996/97 | Bundesliga     | 11             | 12             | 07             | 15             | 46:48          | 43             | 30.152           |
| 1997/98 | Bundesliga     | 15             | 09             | 11             | 14             | 54:59          | 38             | 27.435           |
| 1998/99 | Bundesliga     | 18             | 04             | 09             | 21             | 41:79          | 21             | 26.082           |
| 1999/2000 | 2. Bundesliga  | 05             | 14             | 12             | 08             | 60:43          | 54             | 22.676           |
| 2000/01 | 2. Bundesliga  | 02             | 17             | 11             | 06             | 62:31          | 62             | 19.888           |
| 2001/02 | Bundesliga     | 12             | 09             | 12             | 13             | 41:53          | 39             | 30.231           |
| 2002/03 | Bundesliga     | 12             | 11             | 09             | 14             | 43:45          | 42             | 28.921           |
| 2003/04 | Bundesliga     | 11             | 10             | 09             | 15             | 40:49          | 39             | 32.276           |
| 2004/05 | Bundesliga     | 15             | 08             | 12             | 15             | 35:51          | 36             | 49.168           |
| 2005/06 | Bundesliga     | 10             | 10             | 12             | 12             | 42:50          | 42             | 47.732           |
| 2006/07 | Bundesliga     | 18             | 06             | 08             | 20             | 23:44          | 26             | 47.485           |
| 2007/08 | 2. Bundesliga  | 01             | 18             | 12             | 04             | 71:38          | 66             | 40.264           |
| 2008/09 | Bundesliga     | 15             | 08             | 07             | 19             | 39:62          | 31             | 47.367           |
| 2009/10 | Bundesliga     | 12             | 10             | 09             | 15             | 43:60          | 39             | 46.410           |
| 2010/11 | Bundesliga     | 16             | 10             | 06             | 18             | 48:65          | 36             | 45.194           |
| 2011/12 | Bundesliga     | 04             | 17             | 09             | 08             | 49:24          | 60             | 51.819           |
| 2012/13 | Bundesliga     | 08             | 12             | 11             | 11             | 45:49          | 47             | 53.797           |
| 2013/14 | Bundesliga     | 06             | 16             | 07             | 11             | 59:43          | 55             | 51.956           |
| 2014/15 | Bundesliga     | 03             | 19             | 09             | 06             | 53:26          | 66             | 50.658           |
| 2015/16 | Bundesliga     | 04             | 17             | 04             | 13             | 67:50          | 55             | 51.603           |
| 2016/17 | Bundesliga     | 09             | 13             | 08             | 13             | 45:49          | 45             | 51.494           |
| 2017/18 | Bundesliga     | 09             | 12             | 09             | 13             | 47:52          | 47             | 50.986           |
| 2018/19 | Bundesliga     | 05             | 16             | 07             | 11             | 55:42          | 55             | 50.986           |
| 2019/20 | Bundesliga     | 04             | 20             | 05             | 09             | 66:40          | 65             | 35.899           |
| 2020/21 | Bundesliga     | 08             | 13             | 10             | 11             | 64:56          | 49             | .00628           |
| 2021/22 | Bundesliga     | 10             | 12             | 09             | 13             | 54:61          | 45             | 26.539           |
| 2022/23 | Bundesliga     | 10             | 11             | 10             | 13             | 52:55          | 43             | 52.438           |
| 2023/24 | Bundesliga     | 14             | 07             | 13             | 14             | 56:67          | 34             | 54.042           |
| 2024/25 | Bundesliga     | 10             | 13             | 06             | 15             | 55:57          | 45             | 53.101           |
| grün unterlegt: Gewinn der deutschen Meisterschaft rot unterlegt: Abstieg in die 2. Bundesliga gelb unterlegt: Aufstieg in die Bundesliga grau unterlegt: Erste Saison nach dem Umzug in den neuen Borussia-Park hellgelb hinterlegt: Teilnahme an der Relegation |                |                |                |                |                |                |                |                  |